# Österreich 2024
Dieser Artikel listet Ereignisse des Jahres 2024 in Österreich auf.

## Allgemein
- 08. Jänner: Die Gletscherforscherin Andrea Fischer wird vom Klub der Bildungs- und Wissenschaftsjournalisten zur österreichischen Wissenschafterin des Jahres 2023 gewählt.[1]
- 20. Jänner: Eröffnungsfeier zum Projekt Kulturhauptstadt Europas Bad Ischl Salzkammergut 2024
- 23. Februar: Dreifachmord in Wien 2024
- März: Bekanntwerden der BVT-Russland-Affäre
- 07. Juni: Lange Nacht der Kirchen
- 20. Juni: Der Wittgenstein-Preis 2024 wird Jiří Friml zuerkannt[2][3]
- 26. bis 30. Juni: Ingeborg-Bachmann-Preis 2024
- 07. August: Nach Festnahmen in Ternitz und Wien werden die drei geplanten Konzerte der Eras Tour von Taylor Swift im Ernst-Happel-Stadion wegen geplanter terroristischer Anschläge abgesagt[4][5]

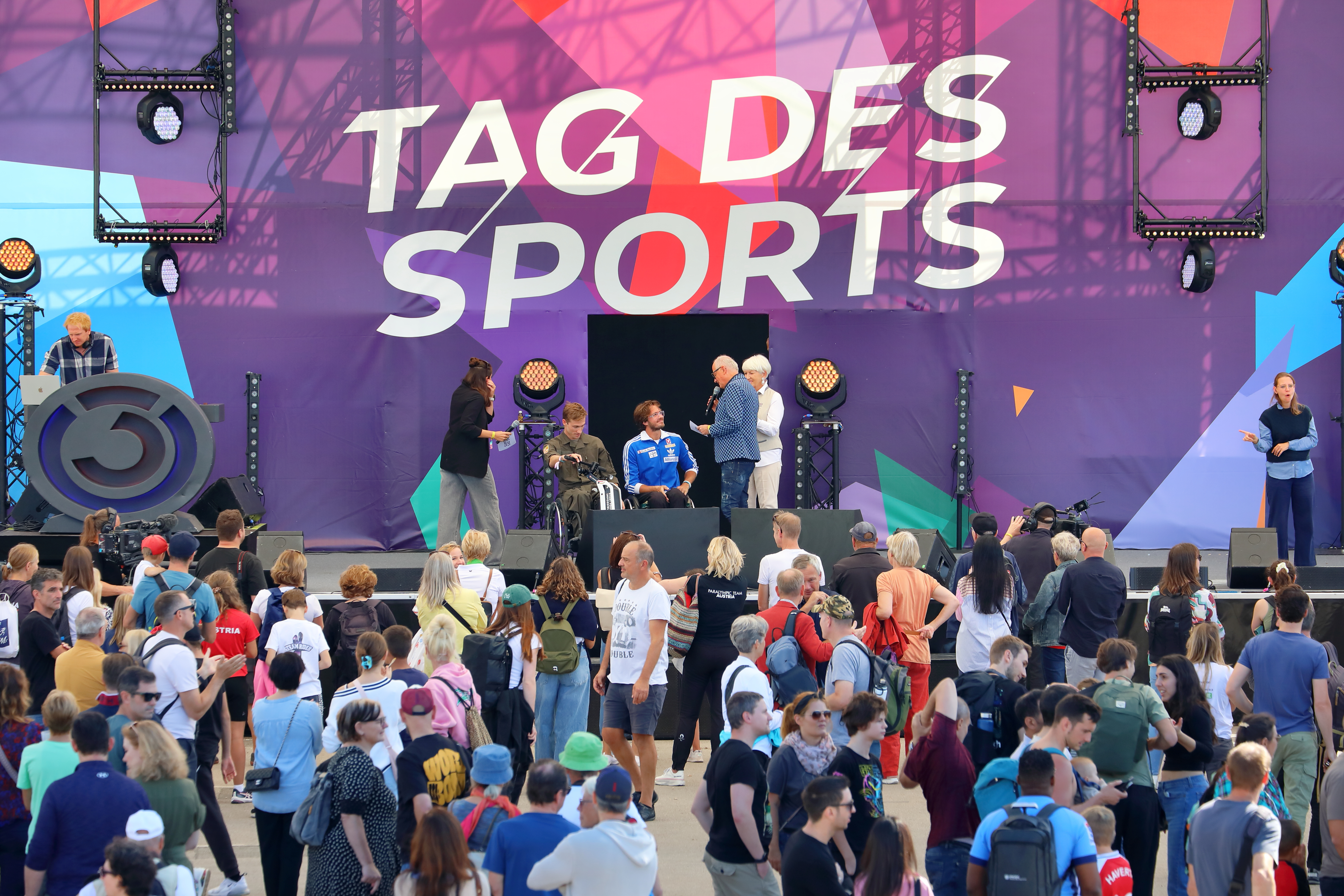
Hauptbühne beim „Tag des Sports 2024“ am Heldenplatz in Wien

- 21. September: Tag des Sports auf dem Heldenplatz in Wien; größtes Open-Air-Sportfest in Österreich.[6]
- September: Hochwasser in Mitteleuropa im September 2024
- 20. bis 24. November: Buch Wien
- November: Verleihung des Österreichischen Buchpreises

### Google-Suchbegriffe des Jahres 2024 in Österreich
- Suchbegriffe des Jahres: Europameisterschaft, Taylor Swift, Lena Schilling, Regenwarnung, US Wahl, Segeln Olympia, Nationalratswahl, EU-Wahl, Sturm Graz, Handball-EM[7][8]
- Österreicher des Jahres: Lena Schilling, Matthias Mayer, Sebastian Ofner, Dominic Thiem, Kaleen, Alexandra Föderl-Schmid, Herbert Kickl, Marko Arnautovic, Hans Peter Haselsteiner, Simone Lugner
- Österreichische Politiker: Lena Schilling, Herbert Kickl, Georg Dornauer, Andreas Babler, Leonore Gewessler, Alexander Van der Bellen, Beate Meinl-Reisinger, Walter Rosenkranz, Madeleine Petrovic, Werner Kogler
- Prominente Todesfälle: Richard Lugner, Liam Payne, Franz Beckenbauer, Shannen Doherty, Alexei Nawalny, Alain Delon, Brigitte Bierlein, Fritz Wepper, Falko Ochsenknecht, Christian Oliver
- Sportler aus Österreich: Matthias Mayer, Sebastian Ofner, Dominic Thiem, Marko Arnautovic, Marcel Sabitzer, Joel Schwärzler, Marcel Hirscher, Christoph Baumgartner, Filip Misolic, Valentin Bontus

## Politik

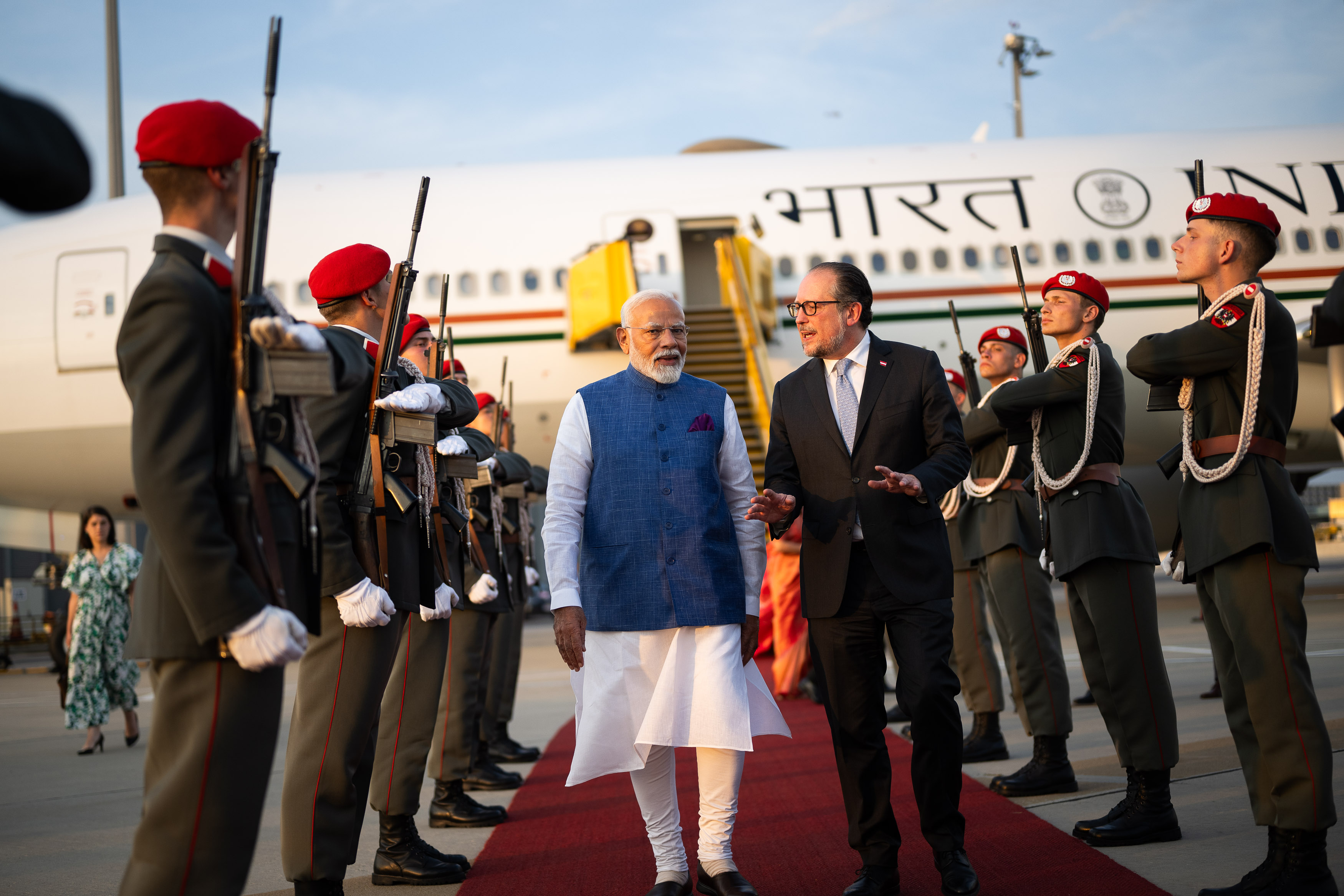
Narendra Modi mit Außenminister Alexander Schallenberg und einer Ehrenformation des Gardebataillons am Flughafen Schwechat

- 9. Juli 2024: Der indische Premierminister Narendra Modi kommt zu einem Staatsbesuch. Es ist das erste Mal seit über 40 Jahren, dass ein indischer Regierungschef Österreich besucht.[9]
- 6. August: Die Letzte Generation Österreich kündigt das Ende der Klimaproteste an, zumal man „keine Perspektive für Erfolg mehr“ sehe[10]
- 24. Oktober: Konstituierende Sitzung der XXVIII. Gesetzgebungsperiode des Nationalrats nach der Nationalratswahl in Österreich 2024
- 6. November: Nach der Landtagswahl in Vorarlberg 2024 findet die konstituierende Sitzung der XXXII. Gesetzgebungsperiode mit der Wahl und Angelobung der Landesregierung Wallner IV statt.
- 18. Dezember: Nach der Landtagswahl in der Steiermark 2024 findet die konstituierende Sitzung der XIX. Gesetzgebungsperiode mit der Wahl und Angelobung der Landesregierung statt.[11]

## Wahltermine
- 26. Jänner bis 29. April: Arbeiterkammerwahlen in allen neun Bundesländern[12][13][14]
- 10. März: Gemeindevertretungs- und Bürgermeisterwahlen in Salzburg 2024
- 14. April: Gemeinderats- und Bürgermeisterwahl in Innsbruck 2024
- 9. Juni: Europawahl in Österreich 2024
- 29. September: Nationalratswahl in Österreich 2024
- 13. Oktober: Landtagswahl in Vorarlberg 2024
- 24. November: Landtagswahl in der Steiermark 2024[15]

## Sport
- Dezember/Jänner: Vierschanzentournee 2023/24
- 15. bis 21. Jänner: Hahnenkammrennen
- 19. Jänner bis 1. Februar: Österreich bei den Olympischen Jugend-Winterspielen 2024
- 29. Jänner bis 4. Februar: Upper Austria Ladies Linz 2024
- 2. bis 4. Februar: Österreichische Badmintonmeisterschaft 2024
- 17. bis zum 18. Februar: Österreichische Hallen-Staatsmeisterschaften in der Leichtathletik 2024
- 9. bis 12. April: Österreichische Alpine Skimeisterschaften 2024
- 26. bis 28. April: Austrian Darts Open 2024
- 6. bis 12. Mai: Danube Upper Austria Open 2024
- 13. bis 19. Mai: W35 Villach 2024
- 20. bis 26. Mai: W35 Annenheim 2024
- 23. bis 26. Mai: Austrian Open 2024
- 27. Mai bis 2. Juni: W35 Klagenfurt 2024
- 28. bis 30. Juni: Großer Preis von Österreich 2024
- 28. bis 30. Juni: FIA-Formel-2-Rennwochenende in Österreich 2024
- 28. bis 30. Juni: FIA-Formel-3-Rennwochenende in Österreich 2024
- 8. bis 14. Juli: Sparkasse Salzburg Open 2024
- 17. bis 20. Juli: EuroGames in Wien[16]
- 22. bis 27. Juli: Generali Open 2024
- 26. Juli bis 11. August: Österreich bei den Olympischen Sommerspielen 2024 in Paris
- 12. bis 18. August: Ladies Open Amstetten 2024
- 22. bis 25. August: Bei der Europameisterschaft im 3×3-Basketball in Wien[17] wird das österreichische Männerteam bestehend aus Nico Kaltenbrunner, Enis Murati, Toni Blazan und Fabio Söhnel Europameister[18]
- 28. August bis 8. September: Österreich bei den Sommer-Paralympics
- 2. bis 8. September: NÖ Open 2024 und Alpstar Ladies Open Wien 2024
- 16. bis 22. September: Bad Waltersdorf Trophy 2024
- 15. bis 20. Oktober: Tischtennis-Europameisterschaft 2024 in Linz
- 21. bis 27. Oktober: Erste Bank Open 2024

### Meisterschaften, Cups und Ligen
- Österreichische Fußballmeisterschaft 2023/24 und 2024/25
- Österreichische Fußball-Frauenmeisterschaft 2023/24 und 2024/25
- Österreichischer Frauen-Fußballcup 2023/24 und 2024/25
- Österreichischer Fußball-Cup 2023/24 und 2024/25
- Österreichische Handballmeisterschaft (Männer) 2023/24 und 2024/25
- Österreichische Handballmeisterschaft (Frauen) 2023/24 und 2024/25
- Austrian Football League 2024
- HLA Challenge 2023/24
- ÖHB-Cup der Männer 2023/24
- ICE Hockey League 2023/24 und 2024/25
- Floorball-Bundesliga Österreich 2023/24 und 2024/25
- Österreichische Badminton-Bundesliga 2023/24 und 2024/25
- Österreichische Meisterschaften in der Nordischen Kombination 2024
- Ö Eishockeyliga 2023/24 und 2024/25
- ÖHB-Pokal der Frauen 2023/24 und 2024/25

## Musik, Theater, Bühne
- 01. Jänner: Neujahrskonzert der Wiener Philharmoniker 2024
- 12. Februar: Protestsongcontest
- 26. April: Amadeus-Verleihung 2024
- 1. September: Verleihung des Österreichischen Musiktheaterpreises 2024
- 24. November: Verleihung des Nestroy-Theaterpreises 2024
- Liste der Nummer-eins-Hits in Österreich (2024)

## Film
- 4.–9. April: Filmfestival Diagonale in Graz
- 5. Juni: 14. Verleihung des Österreichischen Filmpreises

### Kinostarts österreichischer Produktionen
| Datum             | Filmtitel                                |
| ----------------- | ---------------------------------------- |
| 12. Jänner        | 15 Jahre                                 |
| 19. Jänner        | Rickerl – Musik is höchstens a Hobby     |
| 26. Jänner        | Persona Non Grata                        |
| 16. Februar       | Stella. Ein Leben.                       |
| 23. Februar       | Andrea lässt sich scheiden               |
| 29. März          | Animal                                   |
| 12. April         | Mit einem Tiger schlafen                 |
| 19. April         | What a Feeling                           |
| 7. Juni           | Die Herrlichkeit des Lebens              |
| 22. August        | Elfi                                     |
| 13. September     | Veni Vidi Vici                           |
| 19. September     | Favoriten                                |
| 3. Oktober        | 80 plus                                  |
| 24. Oktober       | Woodwalkers                              |
| 7. November       | Marianengraben                           |
| 8. November       | Mond                                     |
| 8. November       | The Village Next to Paradise             |
| 24. November      | Gina                                     |
| 19. Dezember 2024 | Der Spitzname                            |
| 24. Dezember 2024 | Die Heinzels – Neue Mützen, neue Mission |

## Auswahl bekannter Verstorbener

### Jänner
- 01. Jänner: Trautl Brandstaller, Journalistin, Schriftstellerin und Fernsehredakteurin
- 03. Jänner: Johann Philipp, General
- 05. Jänner: Helena Adler, Schriftstellerin
- 11. Jänner: Norbert Loacker, Schriftsteller
- 14. Jänner: Elisabeth Trissenaar, Schauspielerin
- 16. Jänner: Herbert Sivec, Politiker
- 18. Jänner: Heinz Tesar, Architekt
- 24. Jänner: Christian Brandstätter, Verleger, Herausgeber, Autor und Kunstsammler
- 25. Jänner: Ingrid Strobl, Journalistin, Autorin, Dokumentarfilmerin
- 26. Jänner: Ilse Helbich, Publizistin und Schriftstellerin
- 27. Jänner: Alfred Komarek, Schriftsteller
- 29. Jänner: Maria Derflinger, Politikerin

### Februar
- 01. Februar: Peter Skubic, Goldschmied und Künstler
- 05. Februar: Krista Hauser, Journalistin, Autorin und Dokumentarfilmerin
- 05. Februar: Brigitte A. Rollett, Psychologin
- 06. Februar: Peter Loidolt, Festspielleiter
- 10. Februar: Günter Brus, Aktionskünstler, Maler und Schriftsteller
- 11. Februar: Franz Haselböck, Organist und Musikpädagoge
- 12. Februar: Karl-Werner Rüsch, Politiker
- 12. Februar: Bruno Rader, Ordensgeistlicher
- 13. Februar: Ellen Thaler, Zoologin und Verhaltensforscherin
- 18. Februar: Bernhard Purin, Kulturwissenschaftler und Museumsdirektor
- 21. Februar: Ferdinand Reisinger, Priester und Theologe
- 22. Februar: Alois Kothgasser, Erzbischof
- 27. Februar: Helmut Riedl, Geograph

### März
- 01. März: Egon A. Prantl, Schriftsteller
- 02. März: Marie-Luise Angerer, Medien- und Kulturwissenschaftlerin
- 02. März: Peter Oberndorfer, Jurist und Verfassungsrichter
- 03. März: Ernst Beranek, Designer
- 05. März: Walter Greinert, Journalist, Diplomat und Autor
- 11. März: Johannes Poigenfürst, Unfallchirurg
- 12. März: Gottfried Feurstein, Politiker
- 13. März: Kurt Rosenkranz, Erwachsenenbildner
- 13. März: Klaus Gmeiner, Regisseur
- 13. März: Wolfgang Gabriel, Komponist, Dirigent und Musikpädagoge
- 15. März: Josef Steinkogler, Politiker
- 18. März: Erich Tromayer, Goldschmied, Kunsthändler und Sachverständiger
- 24. März: Marjorie Perloff, Literaturwissenschaftlerin
- 24. März: Gerd Klamt, Politiker
- 31. März: Lieselott Beschorner,Malerin, Zeichnerin, Keramikerin und Textilkünstlerin

### April
- 04. April: Lucie Neudecker,  Bühnen- und Filmschauspielerin
- 04. April: Hella Pick, Journalistin und Autorin
- 08. April: Franziska Kalmar-Muliar, Fernsehsprecherin
- 10. April: Alexander Steinlechner, Fußballspieler
- 12. April: Michael Horowitz, Schriftsteller, Verleger und Fotograf
- 12. April: Gerhard Zeihsel, Politiker
- 14. April: Käthe Sasso, Widerstandskämpferin
- 17. April: Max Dasch, Verleger und Herausgeber
- 19. April: Ferdinand Baumgartner, Bibliothekar
- 23. April: Helmut Kutin, Sozialmanager
- 24. April: Friedrich Leisch, Mathematiker
- 24. April: Rudolf Mitteregger, Radrennfahrer
- 24. April: Karl Odorizzi, Architekt
- 24. April: Hans Tuppy, Biochemiker
- 25. April: Hans König, Autor und Politiker
- 25. April: Robert Lichal, Politiker
- 27. April: Charly Kahr, Skirennläufer und Alpinskitrainer
- 27. April: Konrad Windisch, Schriftsteller, Publizist und Rechtsextremist
- 28. April: Heinz Binder, Fußballspieler und -trainer
- 28. April: Alfred Schreiner, Gewerkschafter und Politiker
- 30. April: Roland Marko, Fußballspieler

### Mai
- 05. Mai: Rudolf Welser, Rechtswissenschaftler
- 05. oder 6. Mai: Susanna Kubelka, Schriftstellerin
- 06. Mai: Heinrich Pfusterschmid-Hardtenstein, Diplomat
- 09. Mai: Walter Obermaier, Literaturwissenschaftler und Historiker
- 10. Mai: Karl Vondal, Künstler
- 15. Mai: Arnulf Rohsmann, Kunsthistoriker
- 17. Mai: Otto Muck, Theologe und Philosoph
- 20. Mai: Gebhard Halder, Politiker
- 21. Mai: Werner Hink, Dirigent
- 22. Mai: Peter Dusek, Historiker
- 22. Mai: Manfried Welan, Politologe und Politiker
- 24. Mai: Walter Kappacher, Schriftsteller
- 25. Mai: Heinz Pürer, Kommunikationswissenschaftler
- 25. Mai: Reinhold Kubik, Musikwissenschaftler, Pianist und Dirigent

### Juni
- 03. Juni: Brigitte Bierlein, Juristin und Politikerin
- 03. Juni: Sabine Ladstätter, Klassische Archäologin
- 07. Juni: Peter M. Preissler, Regisseur
- 14. Juni: Gerhart Bruckmann, Wissenschaftler, Autor und Politiker
- 15. Juni: Christian Weissenburger, Jurist
- 16. Juni: Ludwig Adamovich junior, Jurist
- 16. oder 17. Juni: Gerald Pichowetz, Schauspieler
- 18. Juni: Gerhard Klingenberg, Schauspieler und Regisseur
- 21. Juni: Otto Mayrhofer, Mediziner
- 22. Juni: Alfred Teschl, Politiker
- 24. Juni: Otto Kresten, Byzantinist und Diplomatiker
- 25. Juni: Robert Kriechbaumer, Historiker
- 25. Juni: Norman Shetler, Pianist und Puppenspieler

### Juli
- 01. Juli: Hermine Liska, Zeugin Jehovas, NS-Opfer und Zeitzeugin
- 05. Juli: Arnold Schmidt, Physiker
- 06. Juli: Hans Jelenko, Basketballspieler
- 10. Juli: Günther Antesberger, Musikwissenschaftler, Komponist, Musiker, Autor, Moderator und Musikredakteur
- 14. Juli: Johann Seitinger, Politiker
- 18. Juli: Friedrich Verzetnitsch, Politiker und Gewerkschaftsfunktionär
- 26. Juli: Wolfgang Weisgram, Journalist und Autor
- 26. Juli: Alfred Zierler, Medailleur

### August
- 09. August: Anton Wais, Manager und Autor
- 12. August: Richard Lugner, Unternehmer
- 13. August: Peter Gahleitner, Kabarettist
- 13. August: Elisabeth Leopold, Kunstsammlerin
- 14. August: Heinrich Thun, Leichtathlet
- 14. August: Eva Kreisky, Rechts- und Politikwissenschaftlerin
- 15. August: Alfred A. Nentwich, Physiker
- 17. August: Jörg Freunschlag, Politiker
- 23. August: Hildegard Brem, Zisterzienserin und Äbtissin
- 27. August: Walter Aichinger, Mediziner und Politiker

### September
- 01. September: Franz Sauerzopf, Politiker
- 05. September: Erich Hillbrand, Historiker
- 05. September: Jacques Breuer, Schauspieler
- 05. September: Peter Eschberg, Schauspieler, Regisseur und Intendant
- 07. September: Ilse Huber, Juristin
- 07. September: Heinrich Schmelz, Politiker
- 14. September: Helmut Schober, Maler und Performance-Künstler
- 15. September: Wilfried K. Kovacsovics, Archäologe
- 25. September: Anton Fürst, Politiker
- 25. September: Werner Reiss, Theologe

### Oktober
- 03. Oktober: Gottfried Pilz, Bühnen- und Kostümbildner sowie Opernregisseur
- 03. Oktober: Helmut Hanusch, Medienmanager und Verleger
- 09. Oktober: Fritz von Friedl, Film- und Theaterschauspieler
- 09. Oktober: Tony Jagitsch, Jazzmusiker
- 09. Oktober: Sepp Kahn, Schriftsteller
- 12. Oktober: Helga Konrad, Politikerin
- 12. Oktober: Hans Pretterebner,  Journalist und Politiker
- 15. Oktober: Evelyn Grill, Schriftstellerin
- 19. Oktober: Helga Feldner-Busztin, Holocaust-Überlebende
- 23. Oktober: Mirjana Irosch, Sängerin
- 25. Oktober: Günther Winkler, Jurist
- 29. Oktober: Gerhart Banco, Komponist, Musikpädagoge und Kirchenmusiker
- 30. Oktober: Vedran Jerković, Fußballspieler

### November
- 06. November: Daniel Nader, Boxtrainer und -funktionär
- 06. November: Wolf Beiglböck, Mathematiker und Physiker
- 09. November: Katharina Copony, Filmemacherin
- 09. November: Rudolf Trauner junior, Politiker, Präsident der Wirtschaftskammer Oberösterreich
- 09. November: Roland Astor, Schauspieler
- 11. November: Peter Nidetzky, Fernsehmoderator
- 16. November: Gerry Weil, Jazzmusiker
- 19. November: Dieter Stanfel, Autor
- 24. November: Lilly Scheuermann, Balletttänzerin
- 30. November: Hans Hammerschmid, Pianist, Arrangeur und Komponist

### Dezember
- 02. Dezember: Nikolaus Wagner, Benediktinermönch, Abt von Michaelbeuern
- 04. Dezember: Fritz Edlinger, Herausgeber und Parteifunktionär
- 05. Dezember: Walter Egger, Rundfunkmoderator, Pädagoge und Mundartautor
- 06. Dezember: Ria Csyz-Bierbaumer, Radiomoderatorin
- 10. Dezember: Leopold Schagerl, Geistlicher
- 10. Dezember: Claus Raidl, Ökonom und Nationalbankfunktionär
- 11. Dezember: Hannes Androsch, Unternehmer und Politiker
- 12. Dezember: Winfried Platzgummer, Rechtswissenschafter
- 14. Dezember: Josef Taus, Politiker und Manager
- 18. Dezember: Didi Constantini, Fußballspieler und -trainer

### Galerie der Verstorbenen

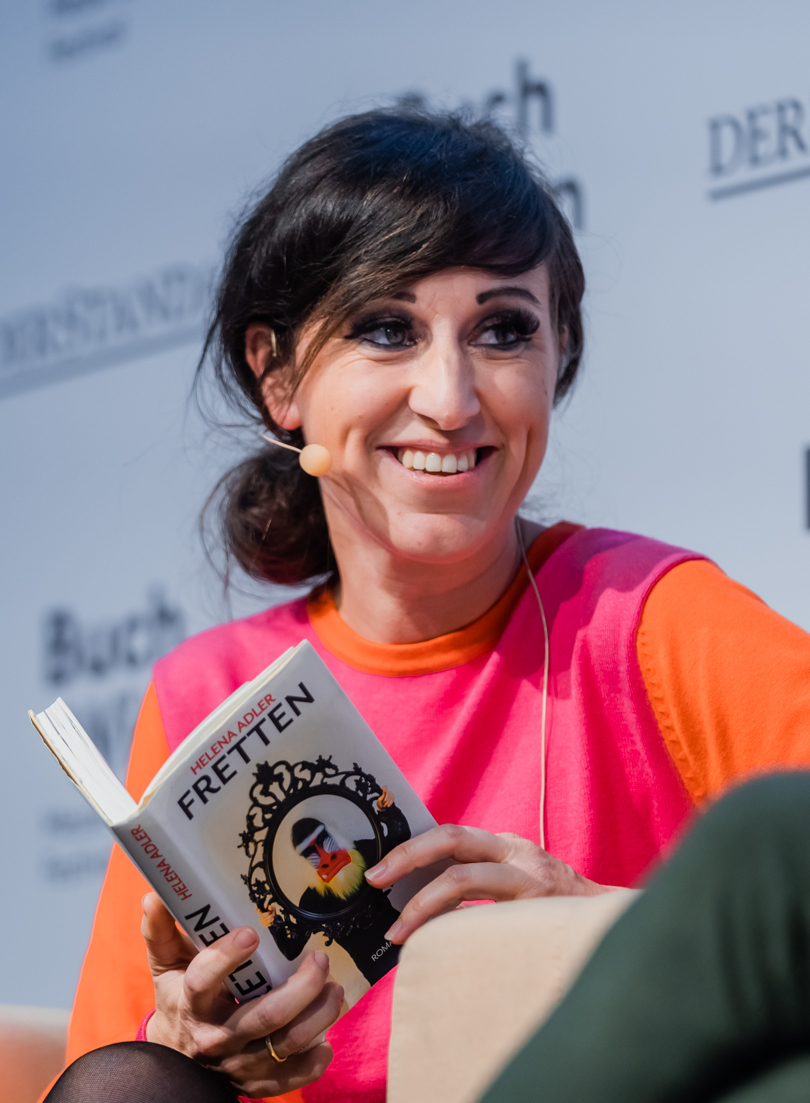
5. Jänner: Helena Adler
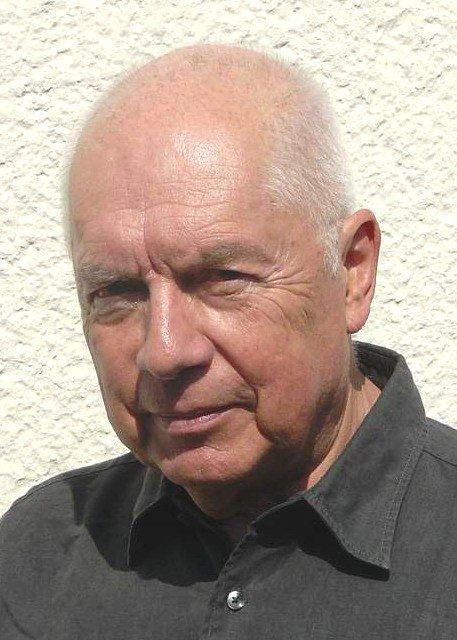
11. Jänner: Norbert Loacker
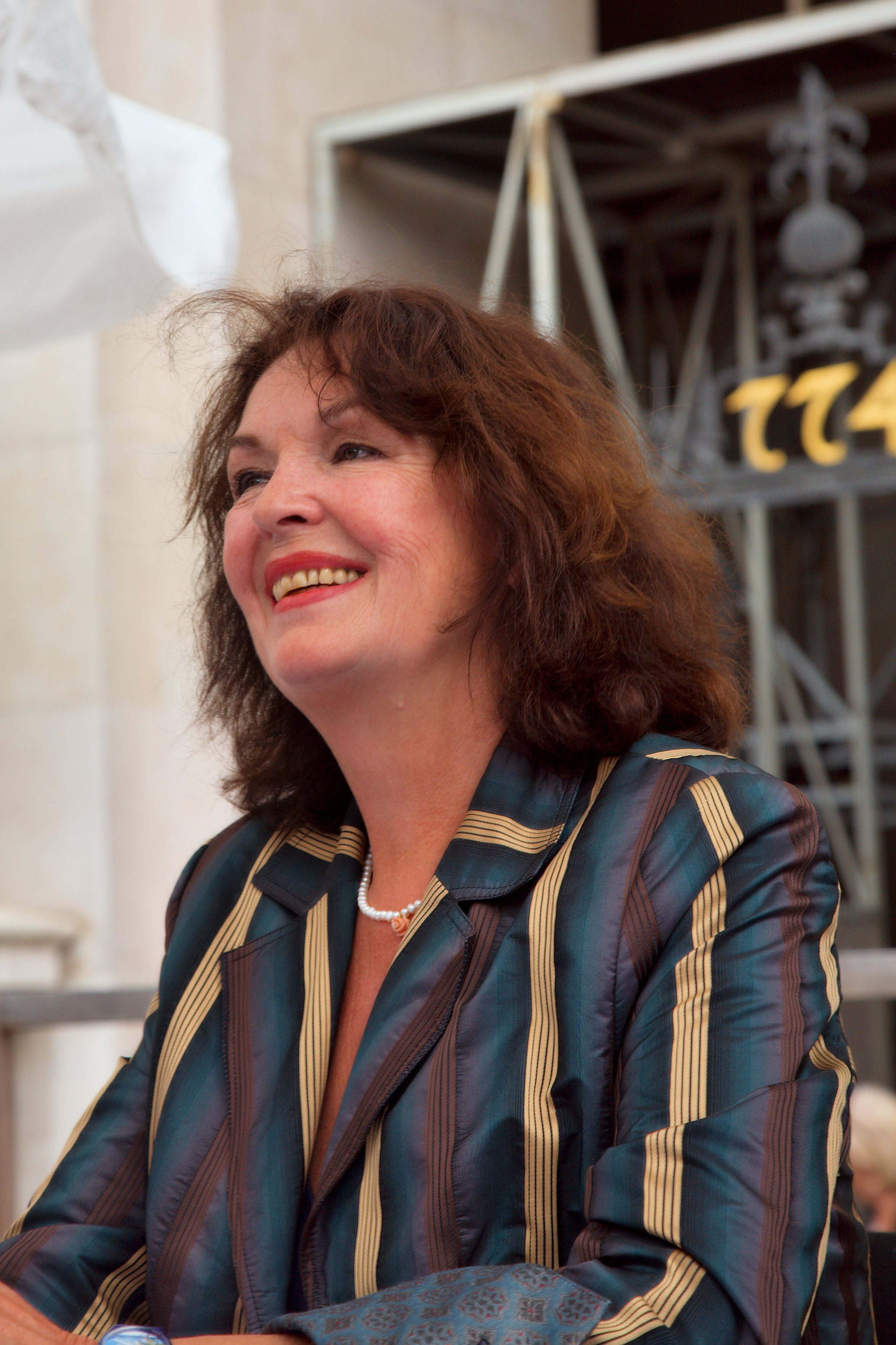
14. Jänner: Elisabeth Trissenaar
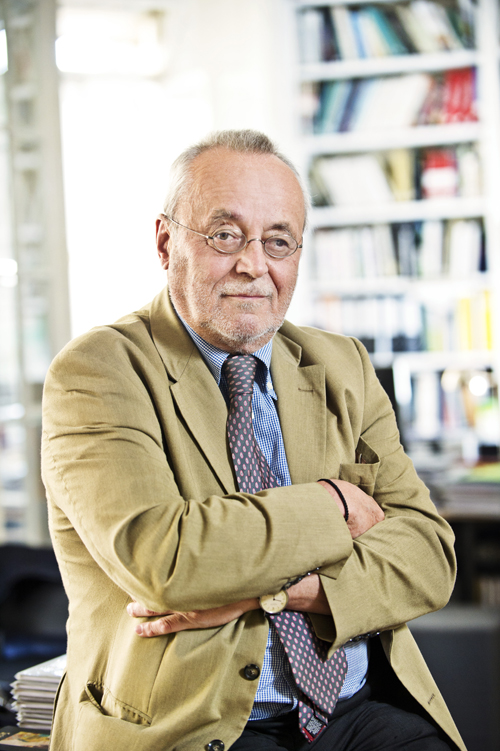
24. Jänner: Christian Brandstätter
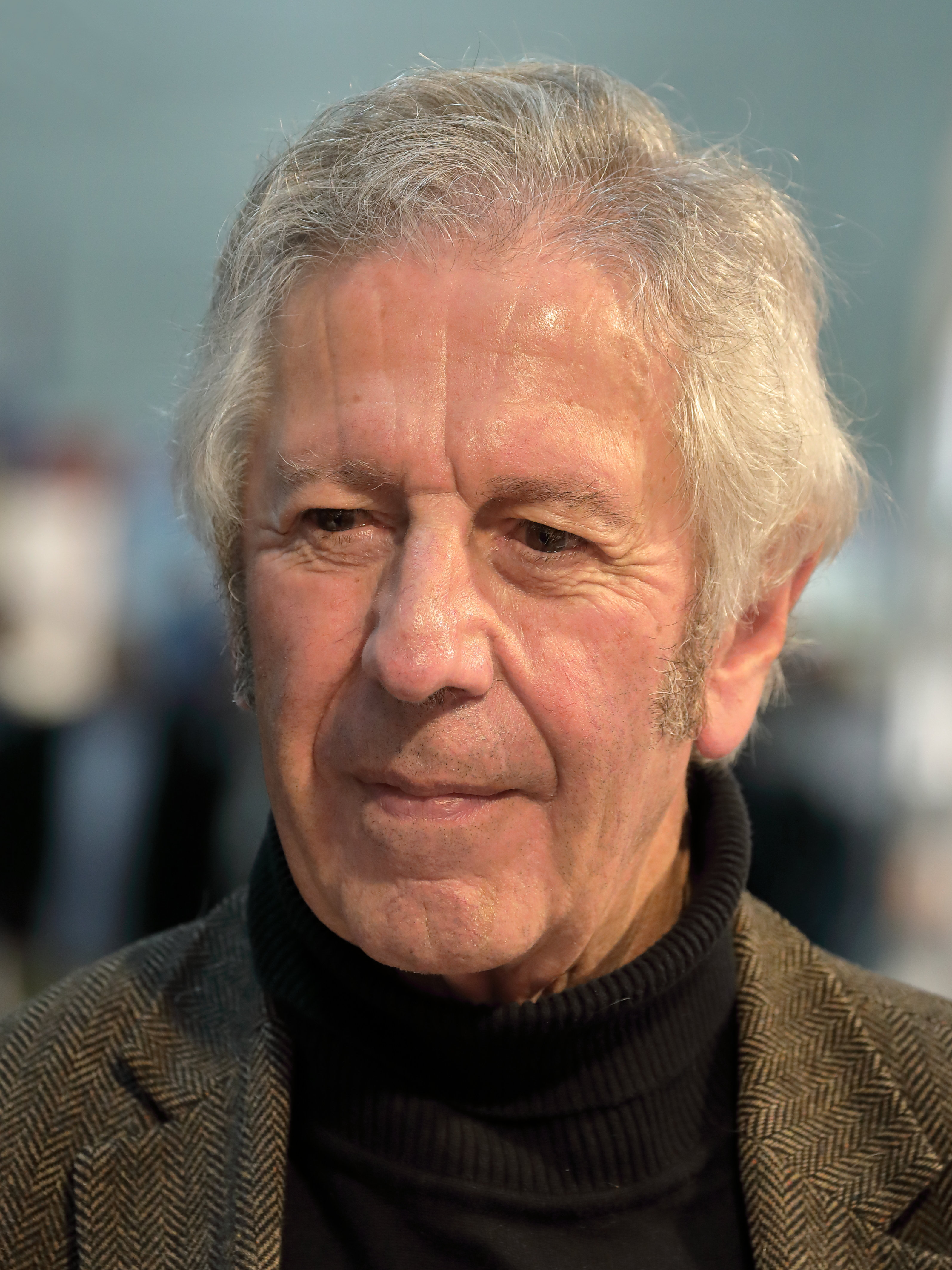
27. Jänner: Alfred Komarek
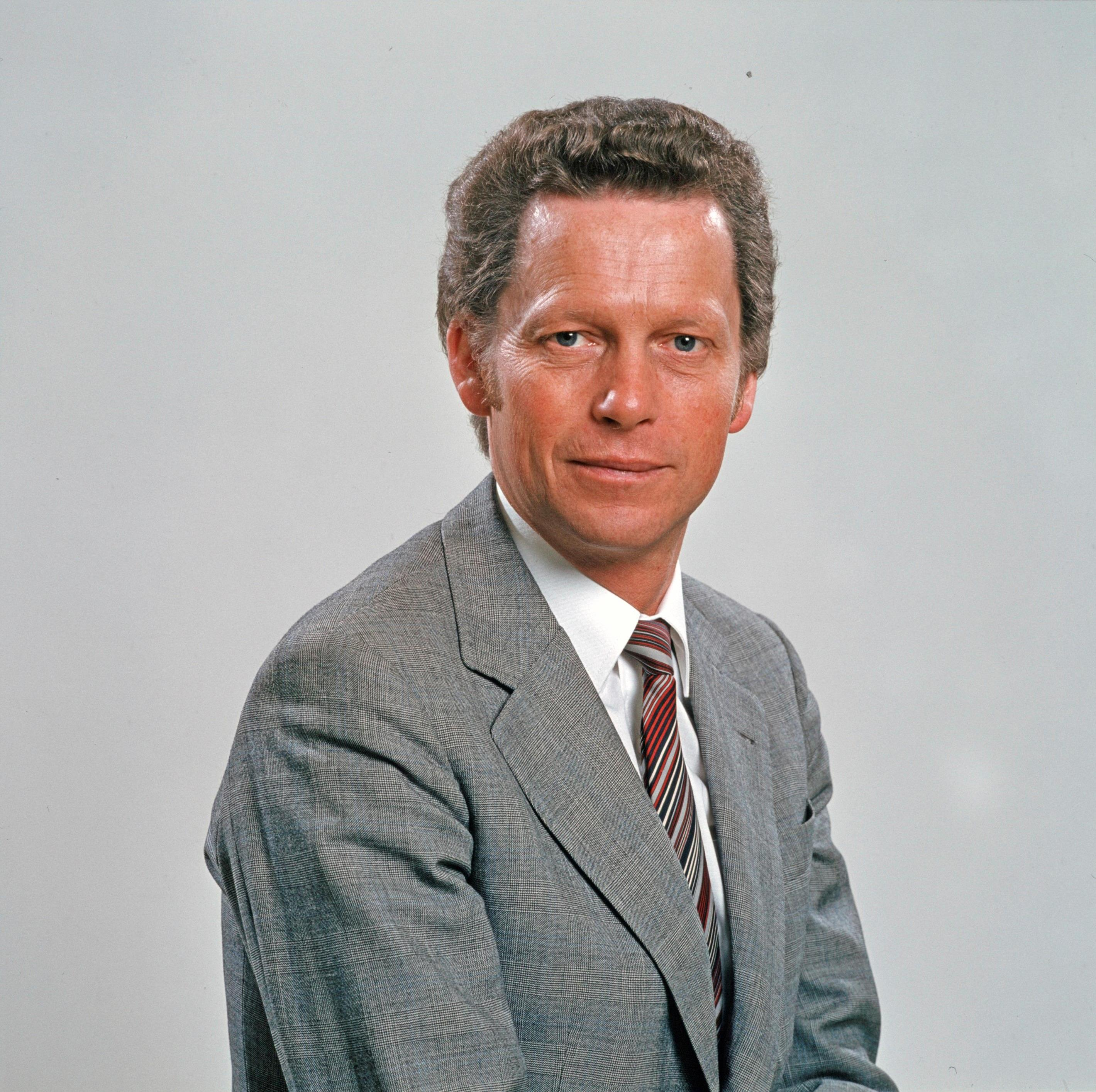
12. Februar: Karl-Werner Rüsch
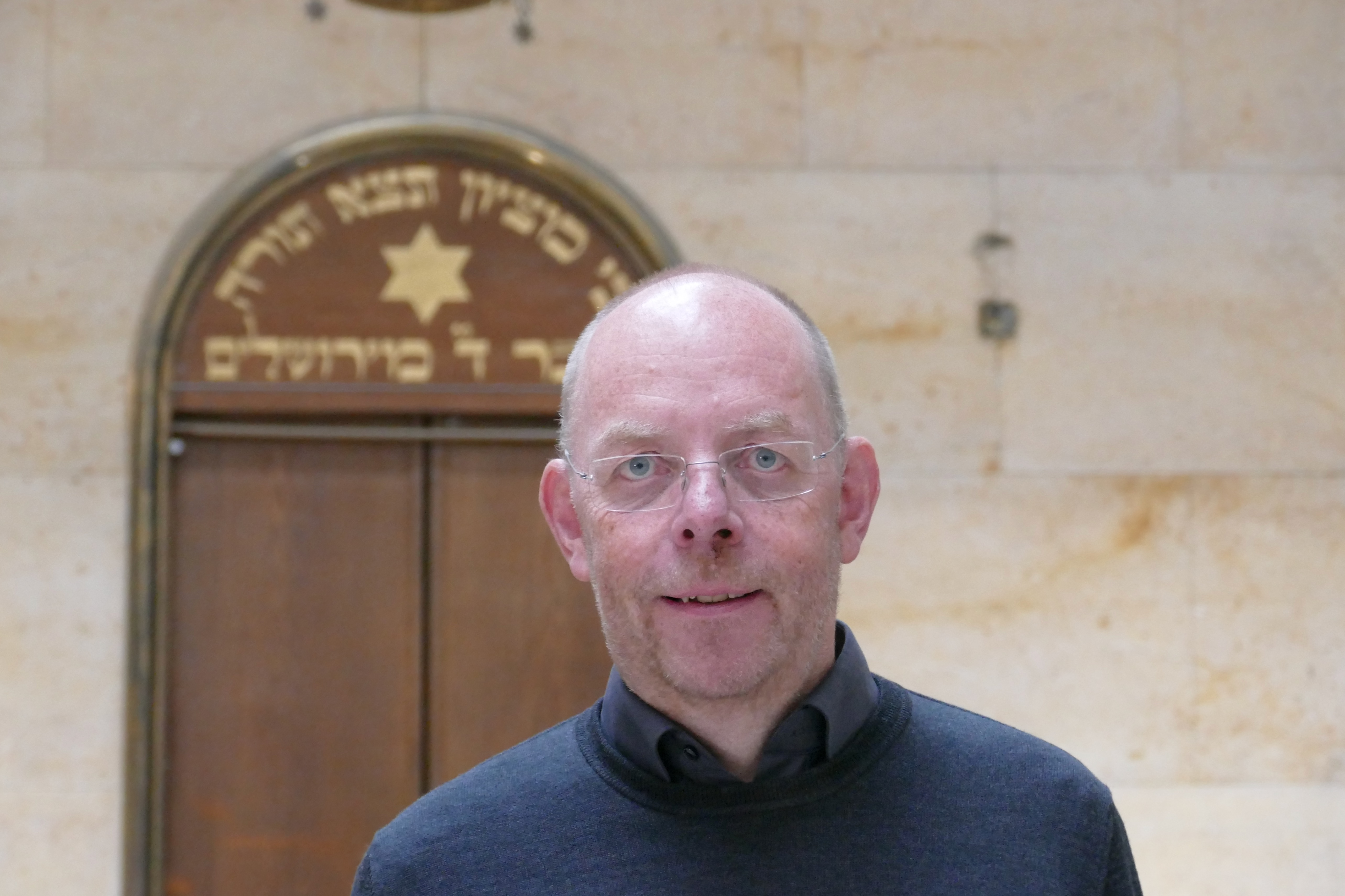
18. Februar: Bernhard Purin
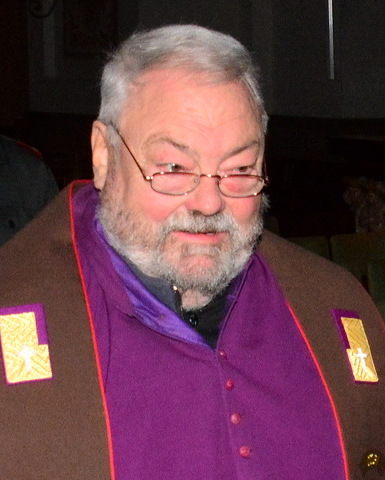
21. Februar: Ferdinand Reisinger
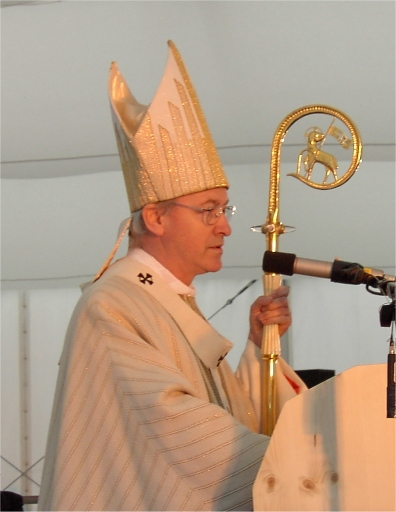
22. Februar: Alois Kothgasser
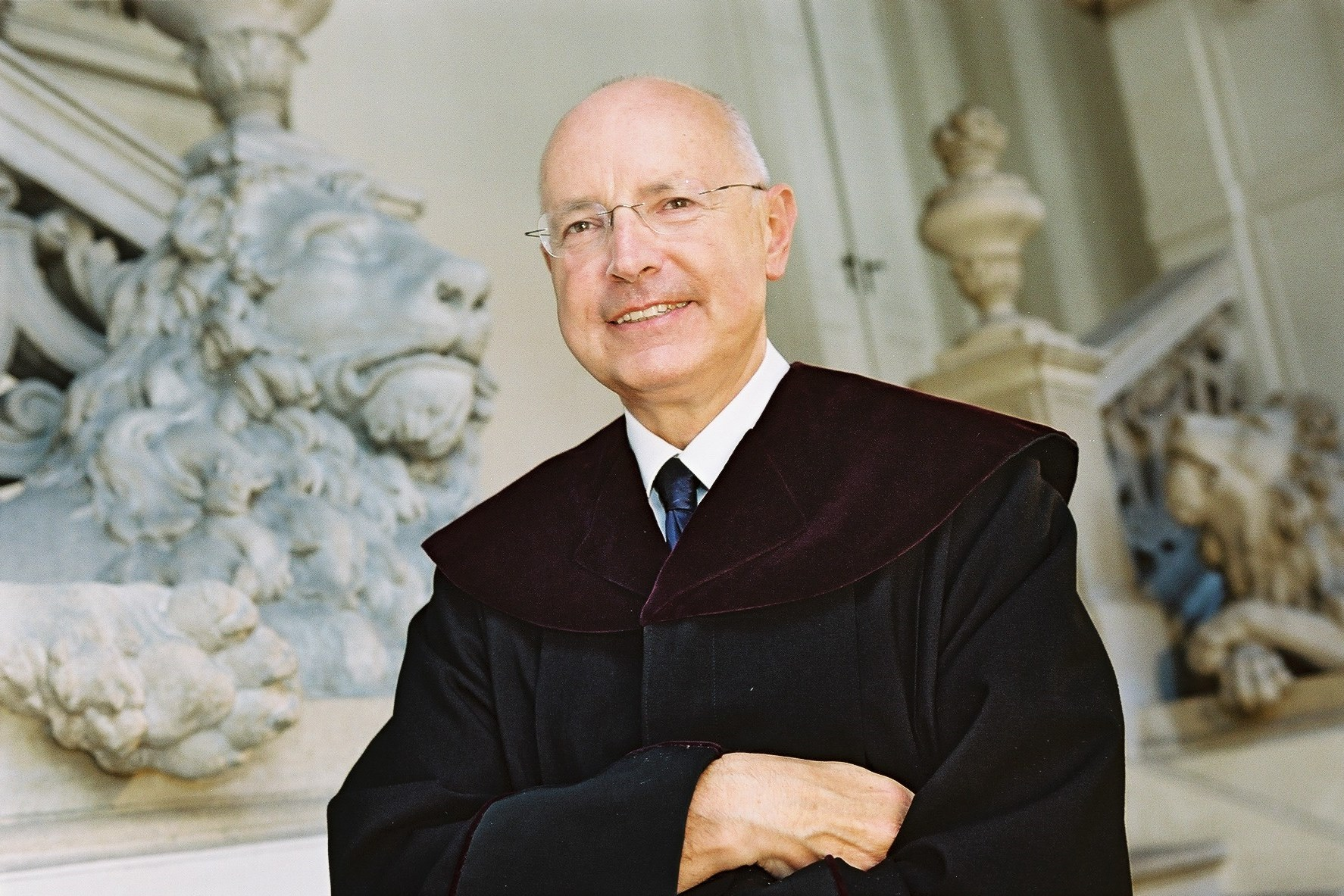
2. März: Peter Oberndorfer
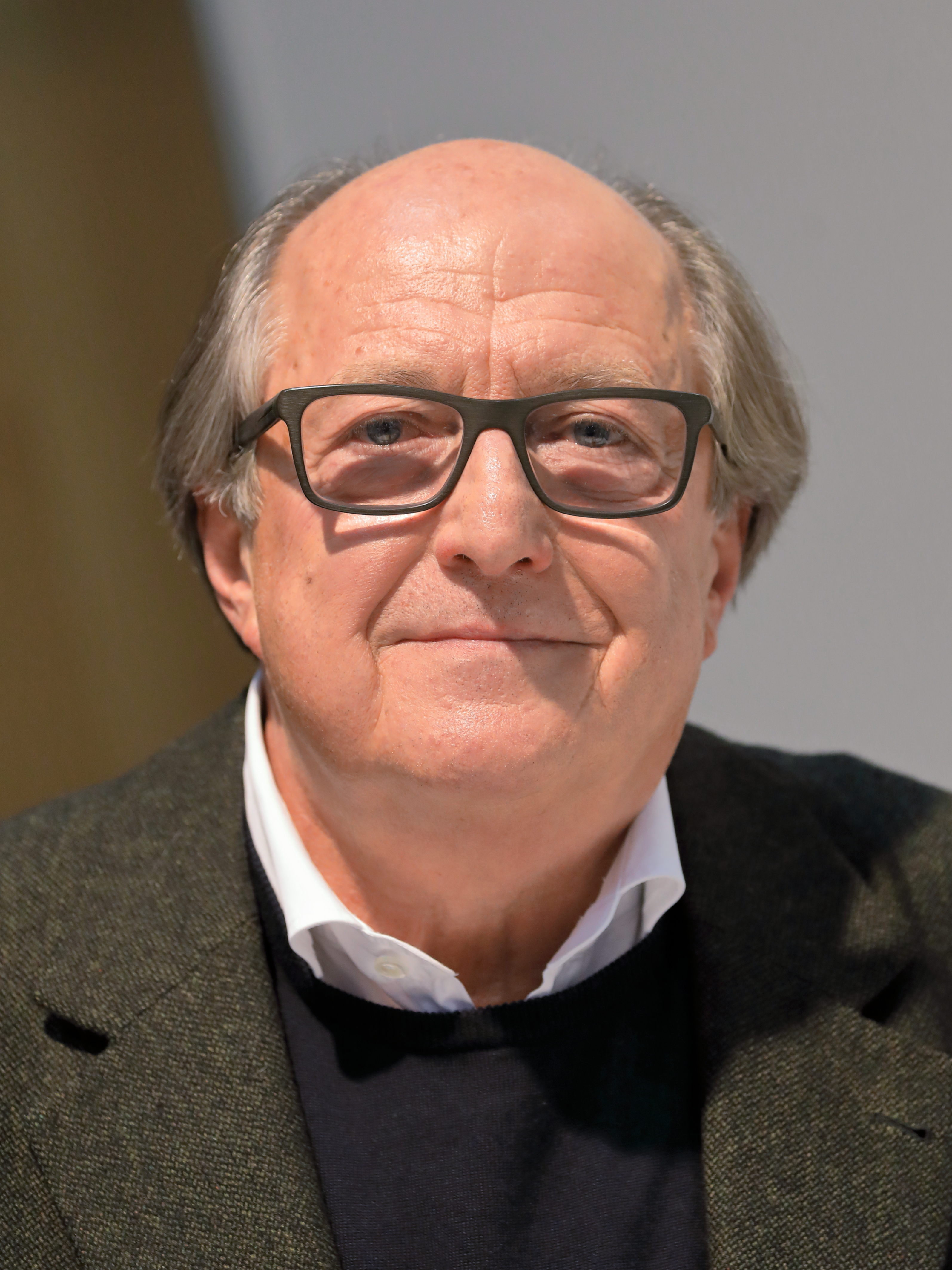
12. April: Michael Horowitz
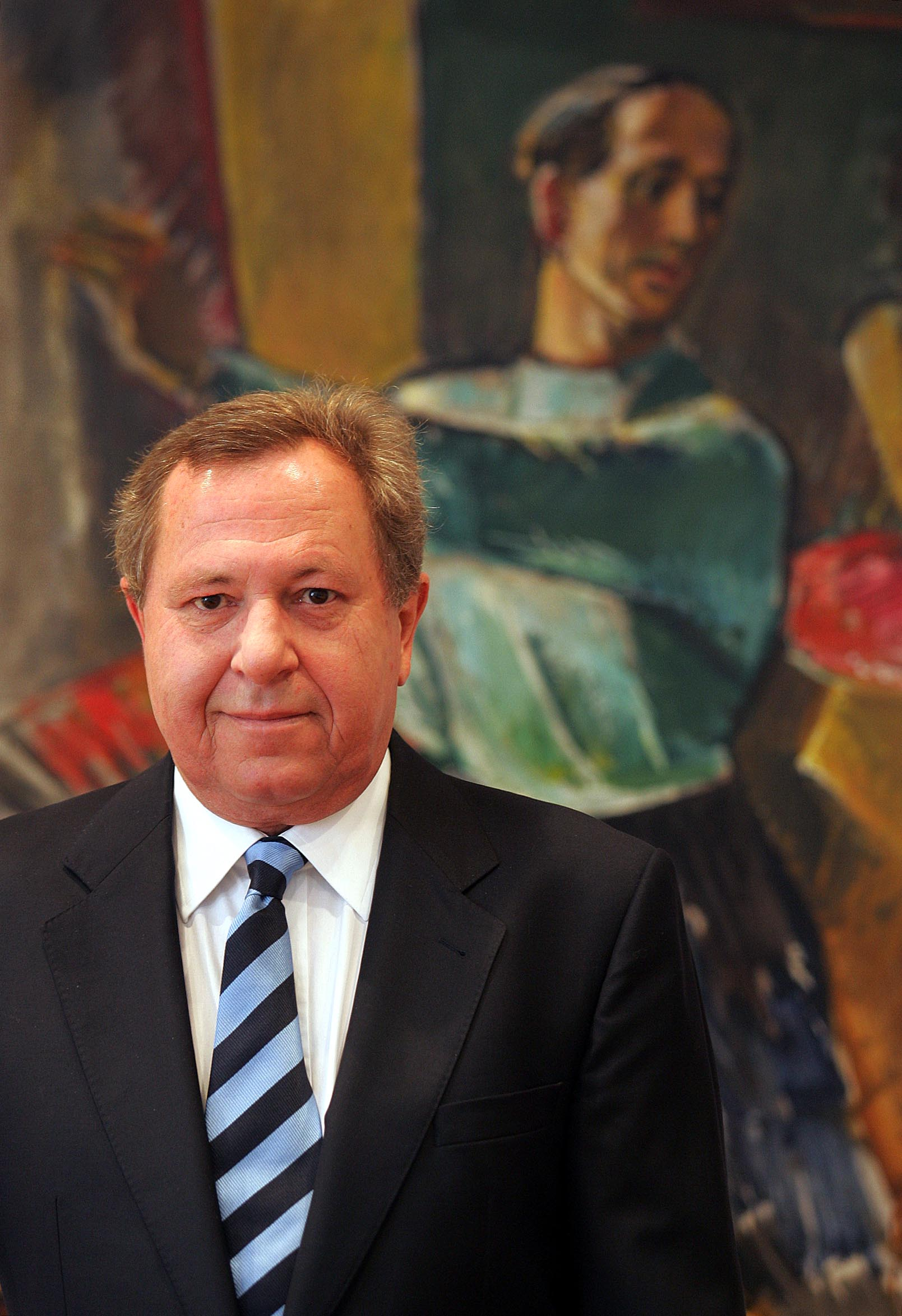
17. April: Max Dasch
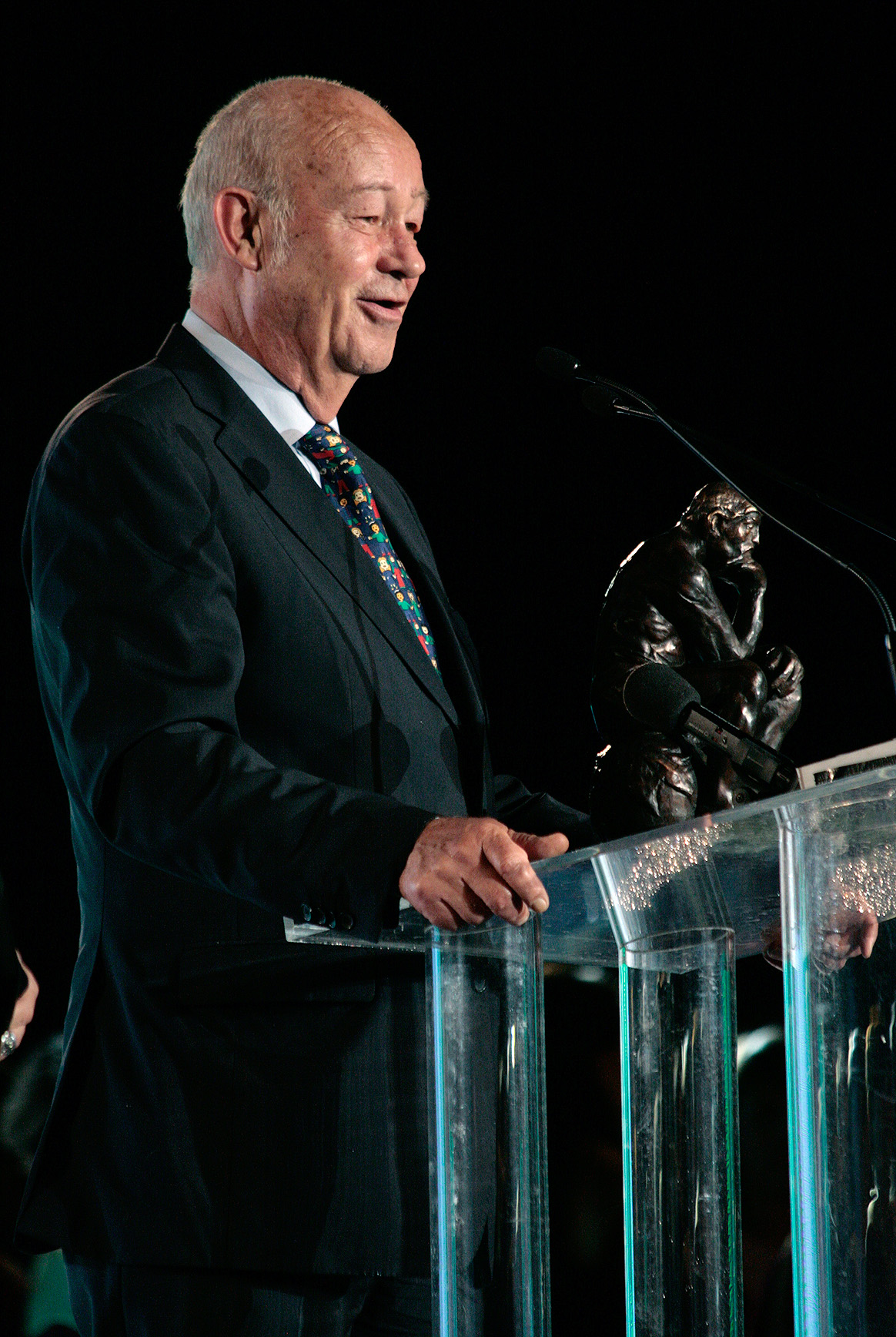
23. April: Helmut Kutin
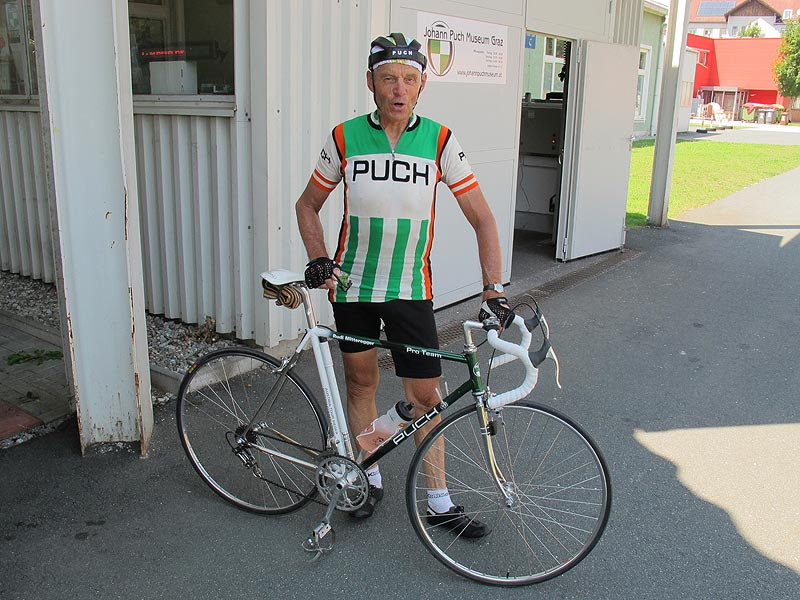
24. April: Rudolf Mitteregger
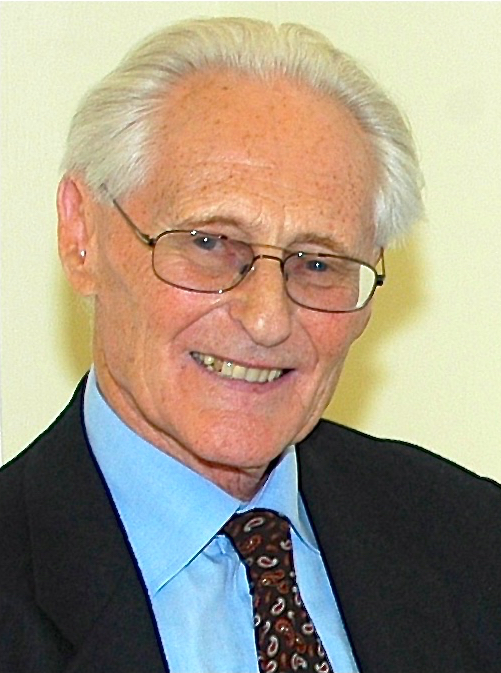
24. April: Hans Tuppy
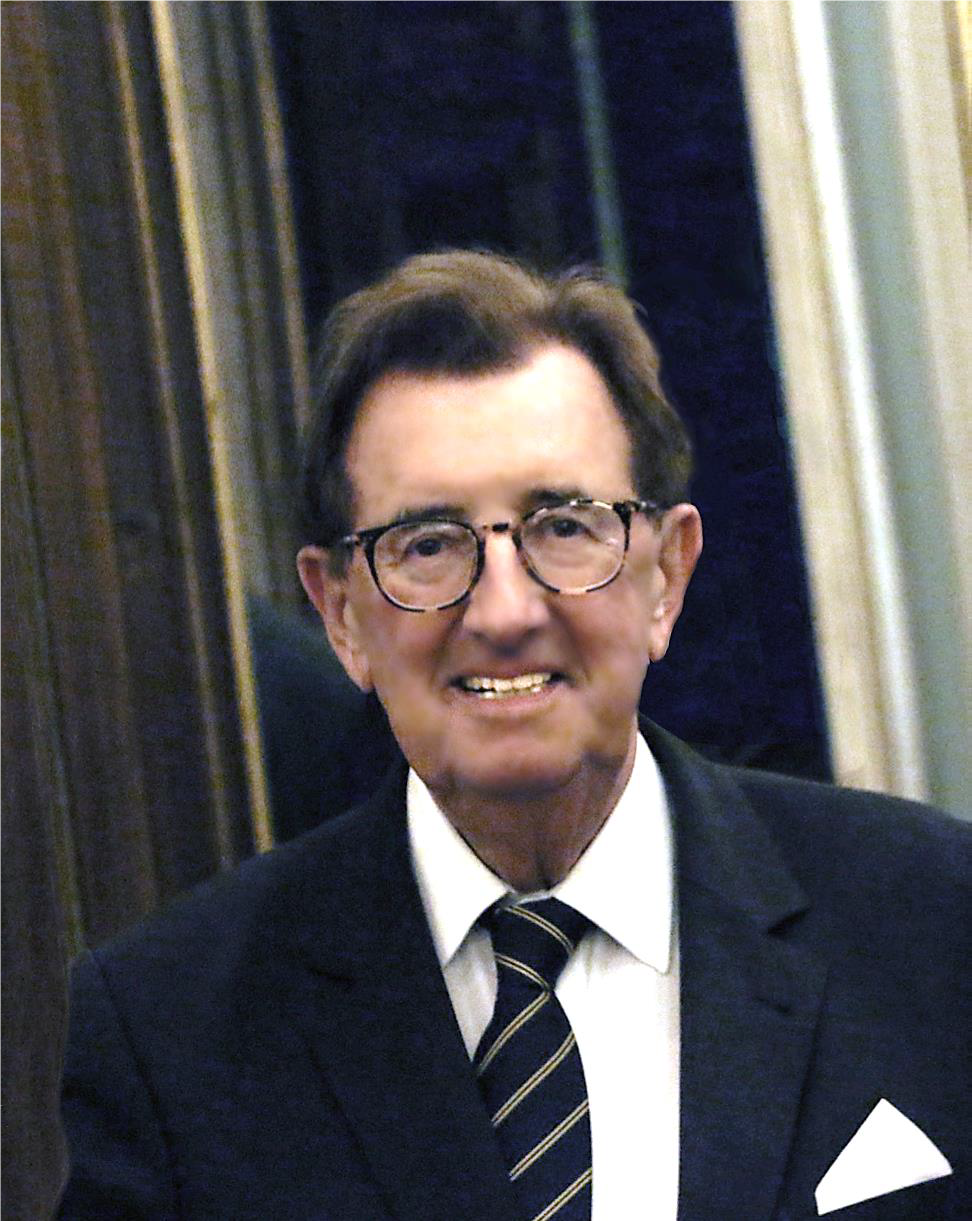
5. Mai: Rudolf Welser
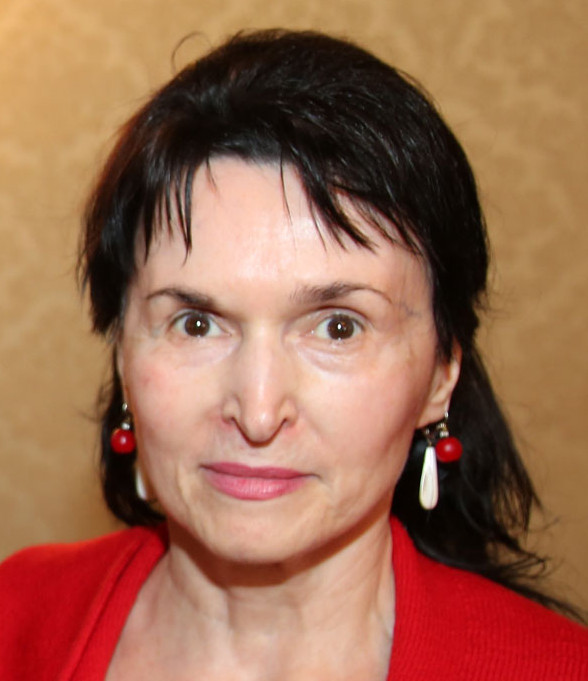
5. oder 6. Mai: Susanna Kubelka
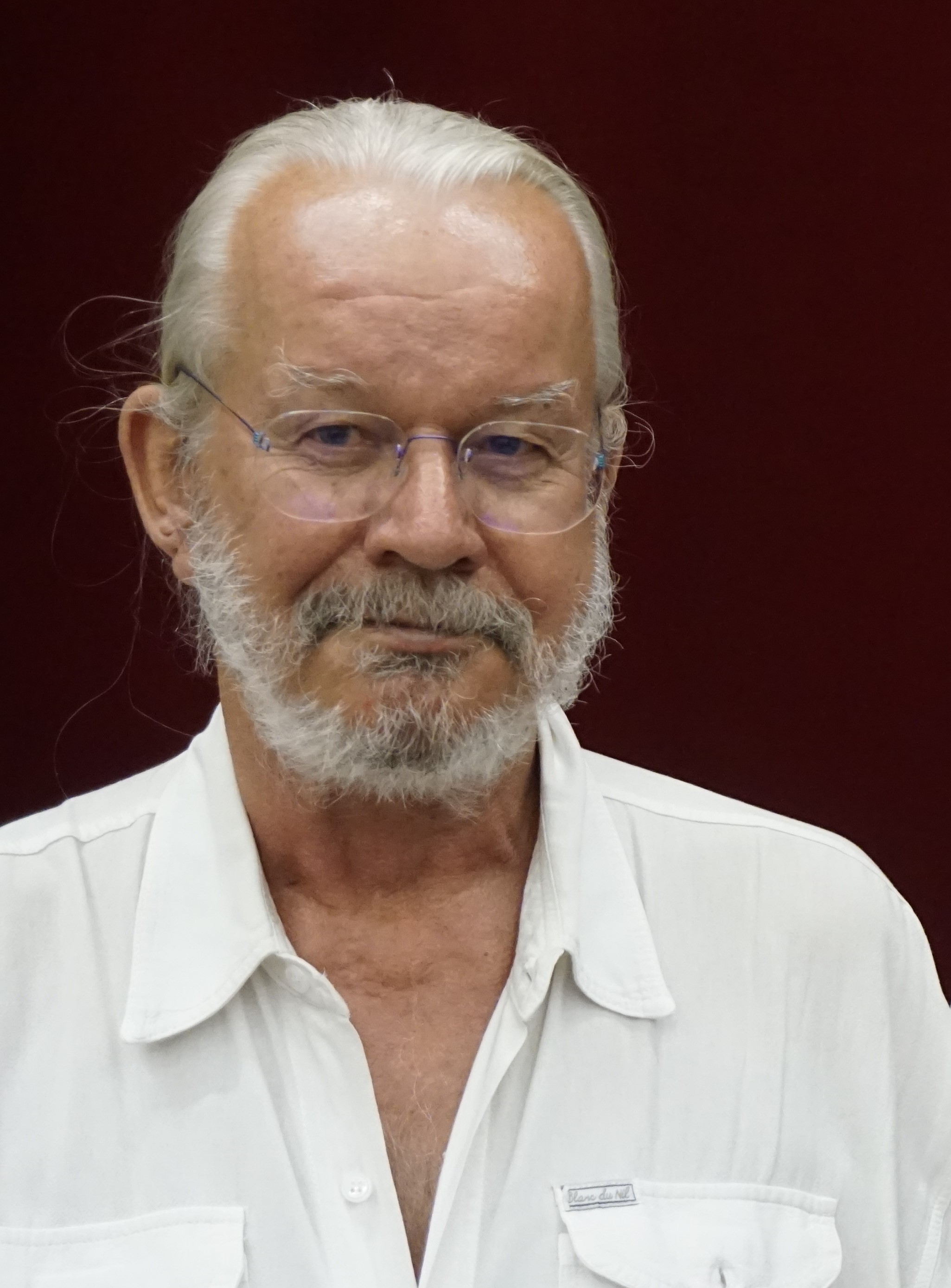
15. Mai: Arnulf Rohsmann
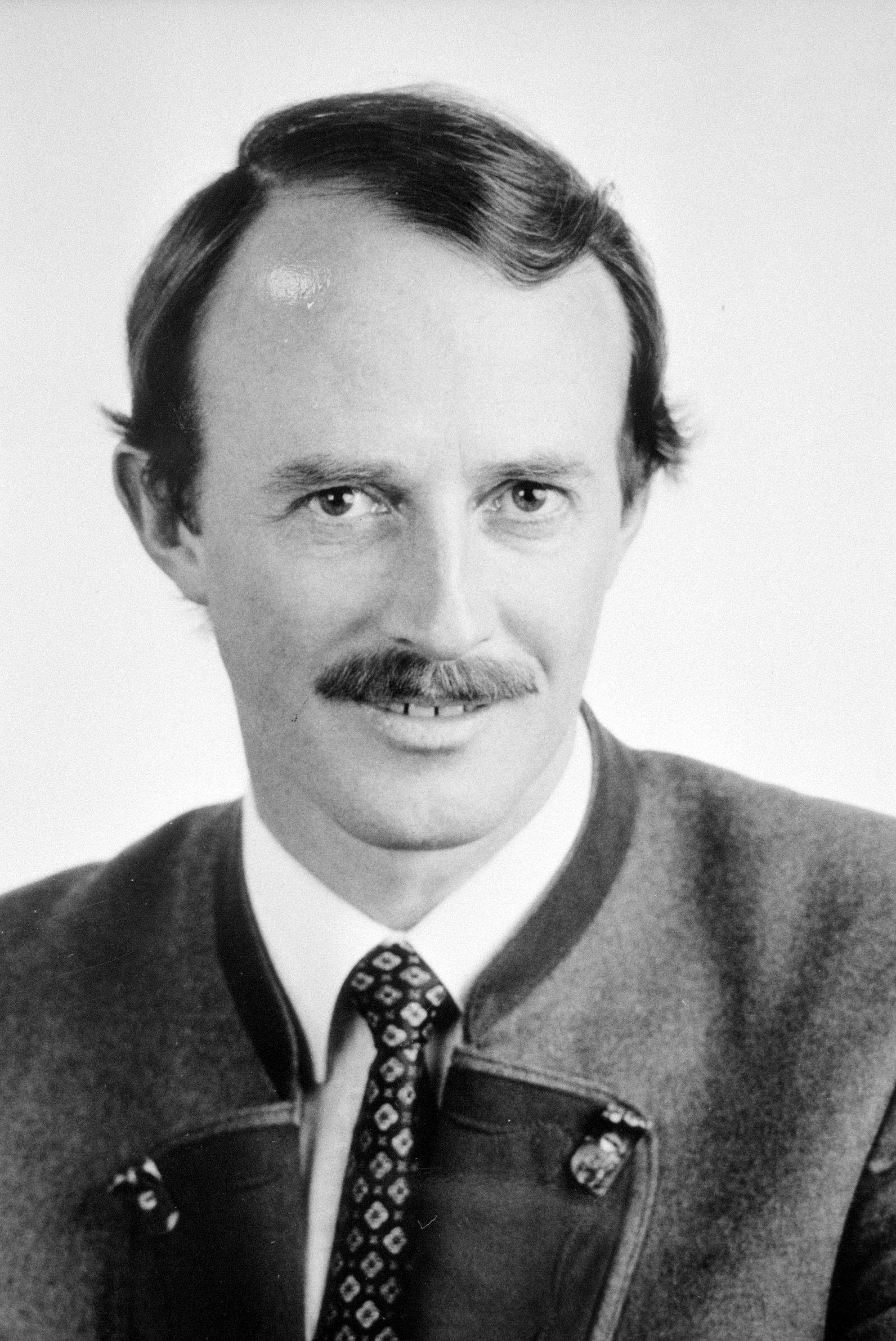
20. Mai: Gebhard Halder
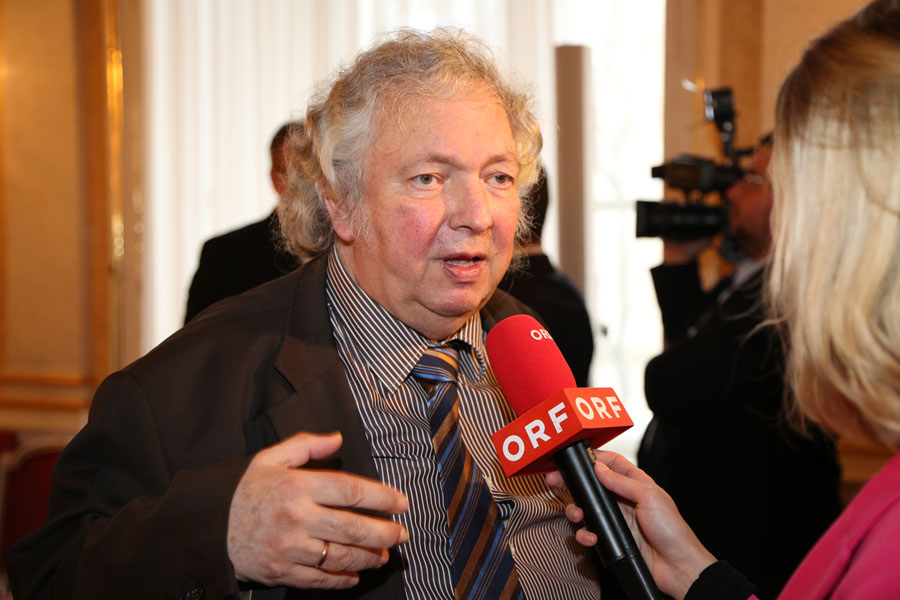
22. Mai: Peter Dusek
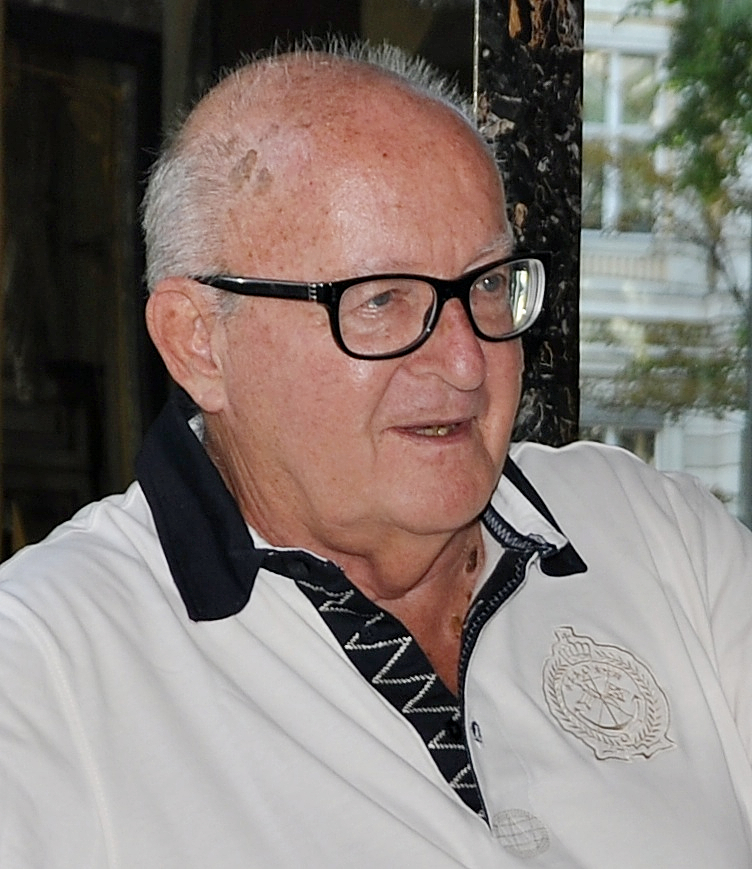
22. Mai: Manfried Welan
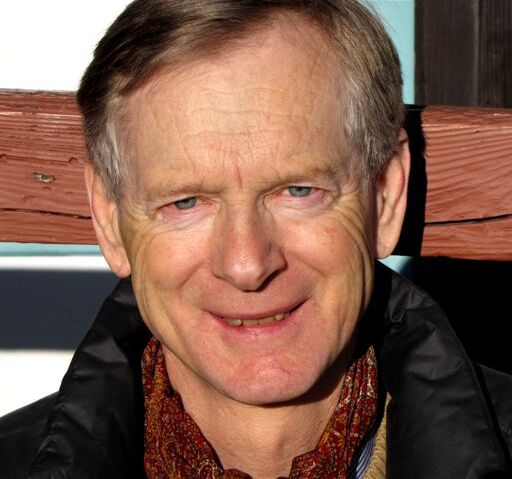
24. Mai: Walter Kappacher
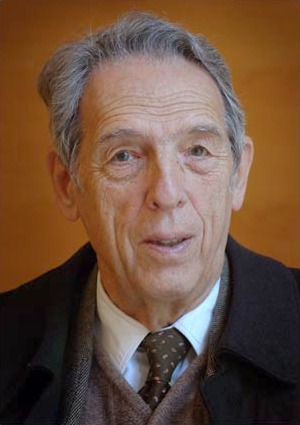
6. Mai: Heinrich Pfusterschmid-Hardtenstein
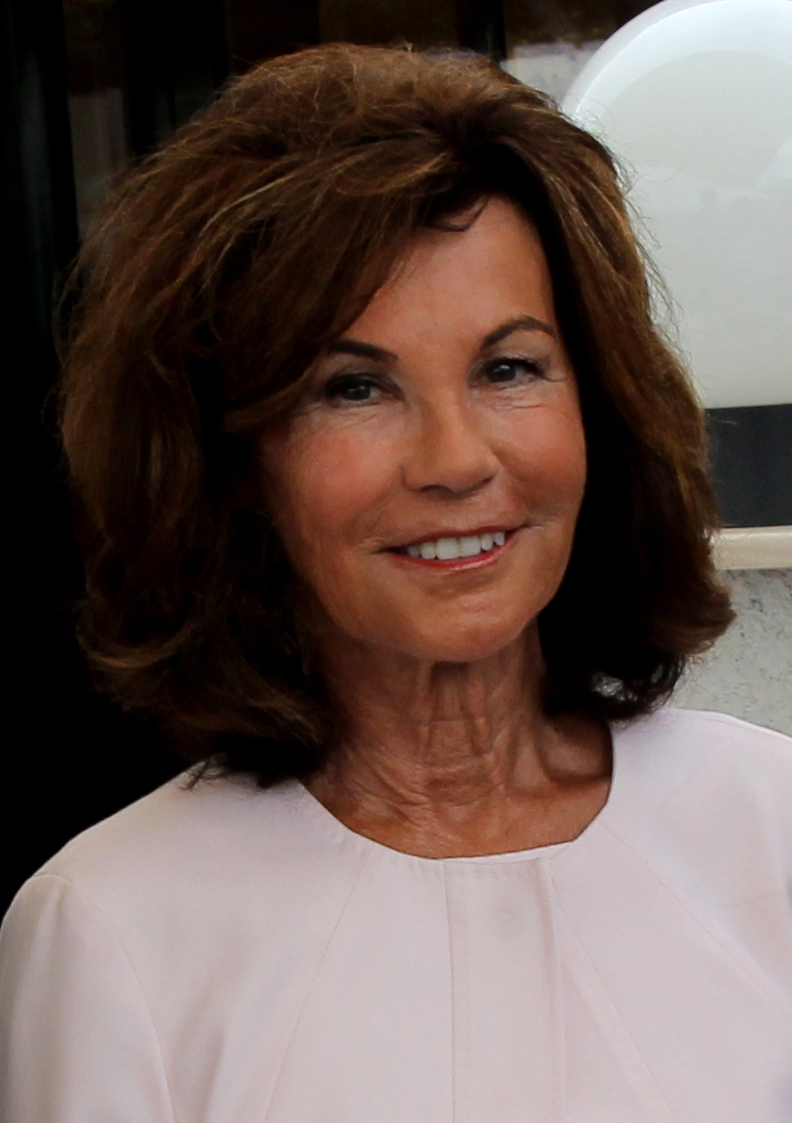
3. Juni: Brigitte Bierlein
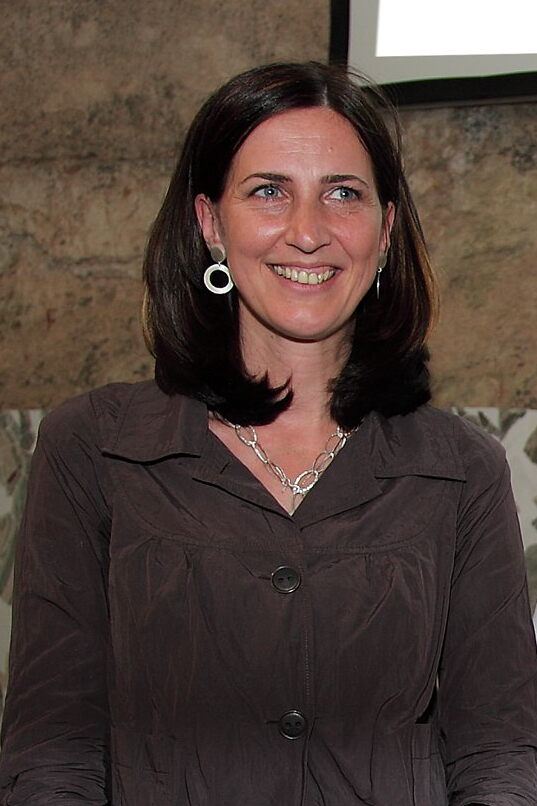
3. Juni: Sabine Ladstätter
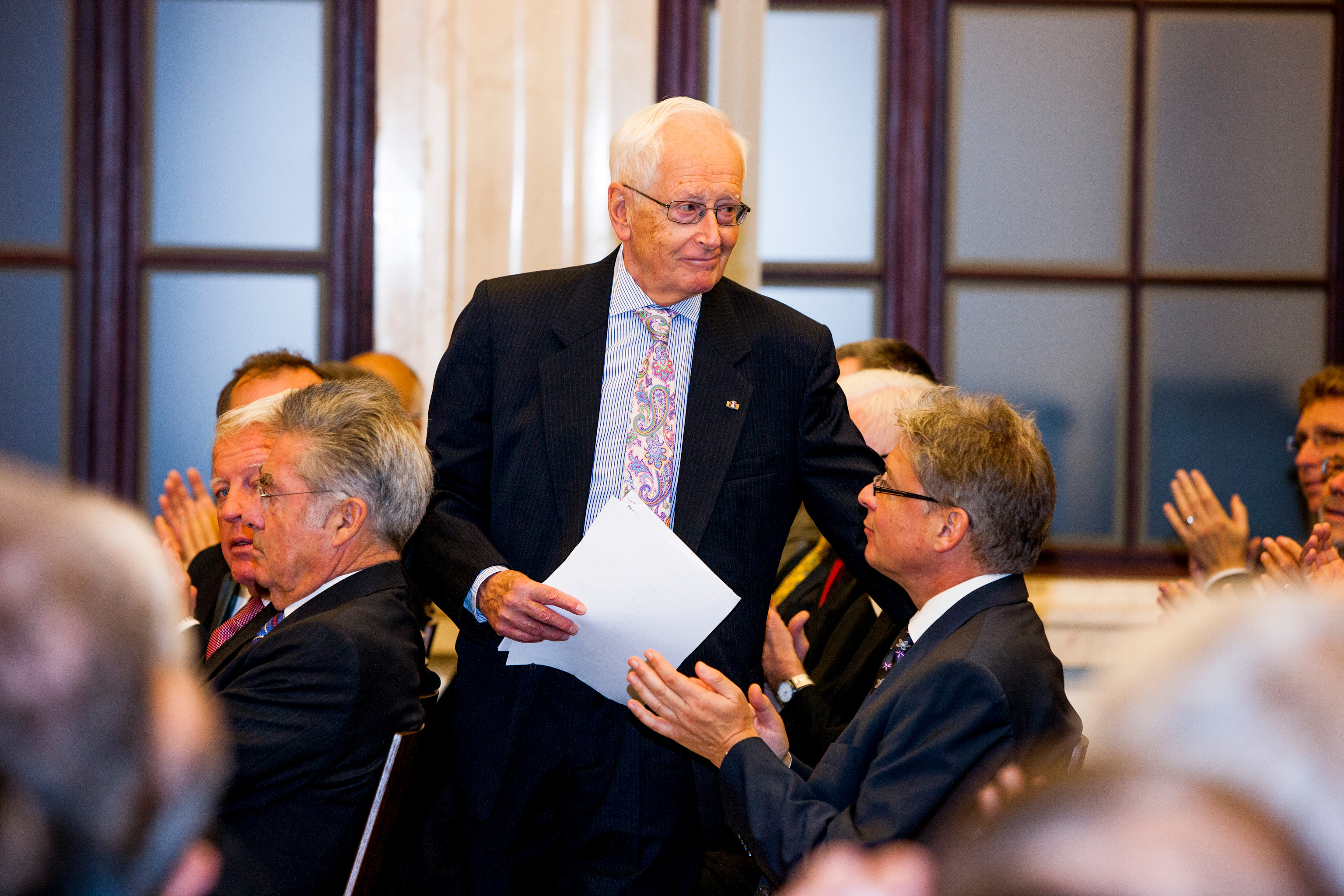
16. Juni: Ludwig Adamovich junior
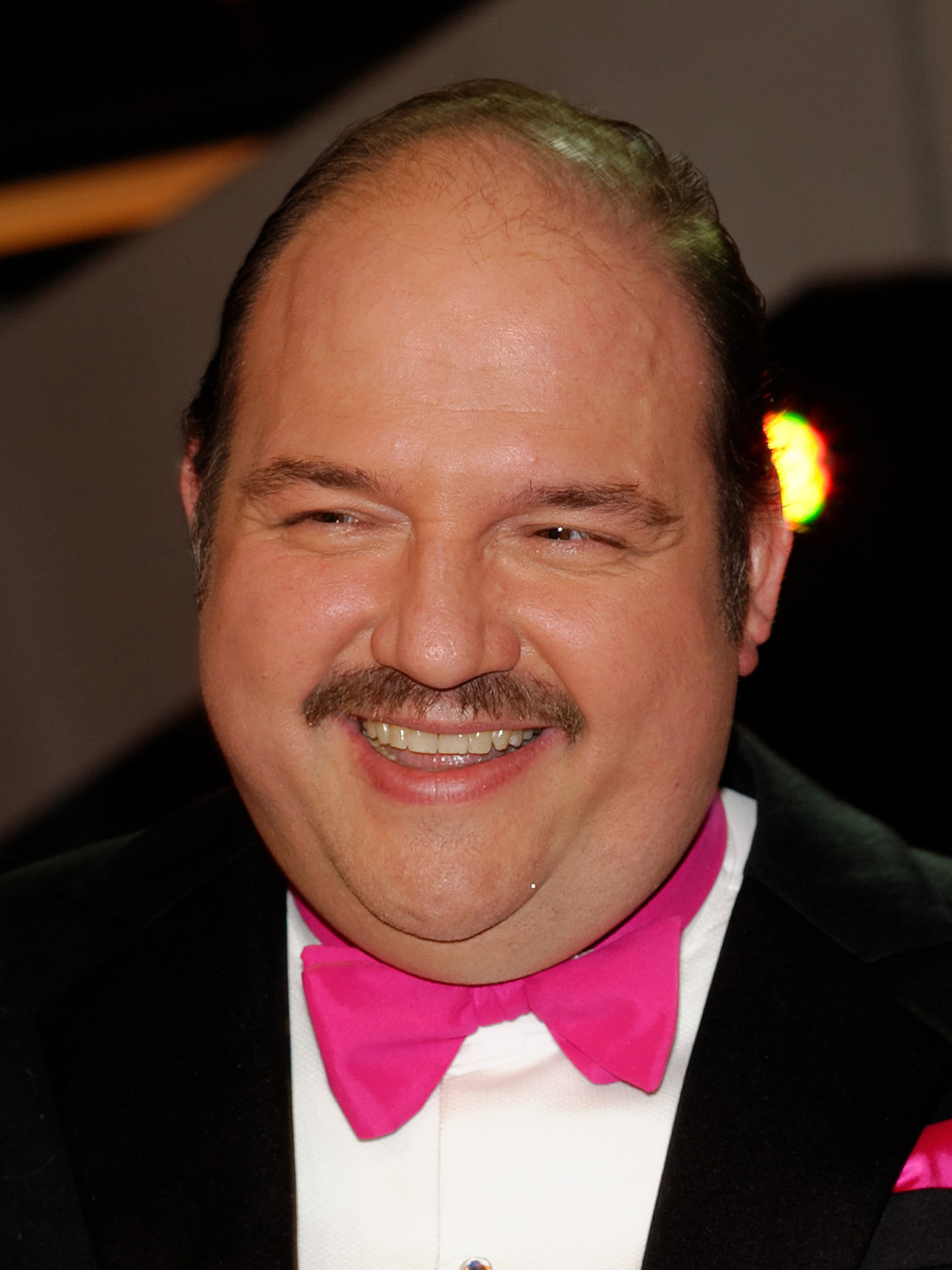
16. oder 17. Juni: Gerald Pichowetz
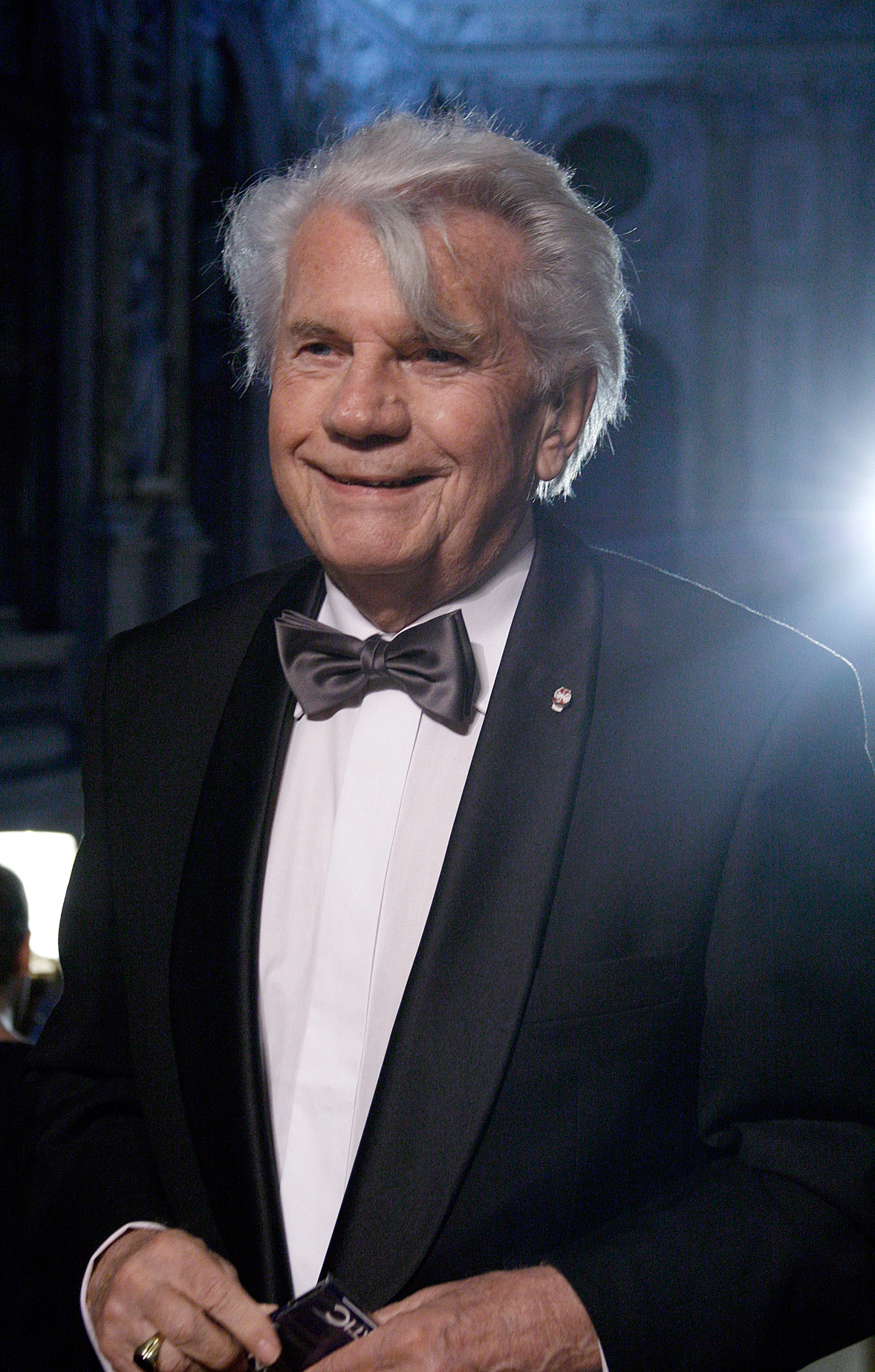
18. Juni: Gerhard Klingenberg
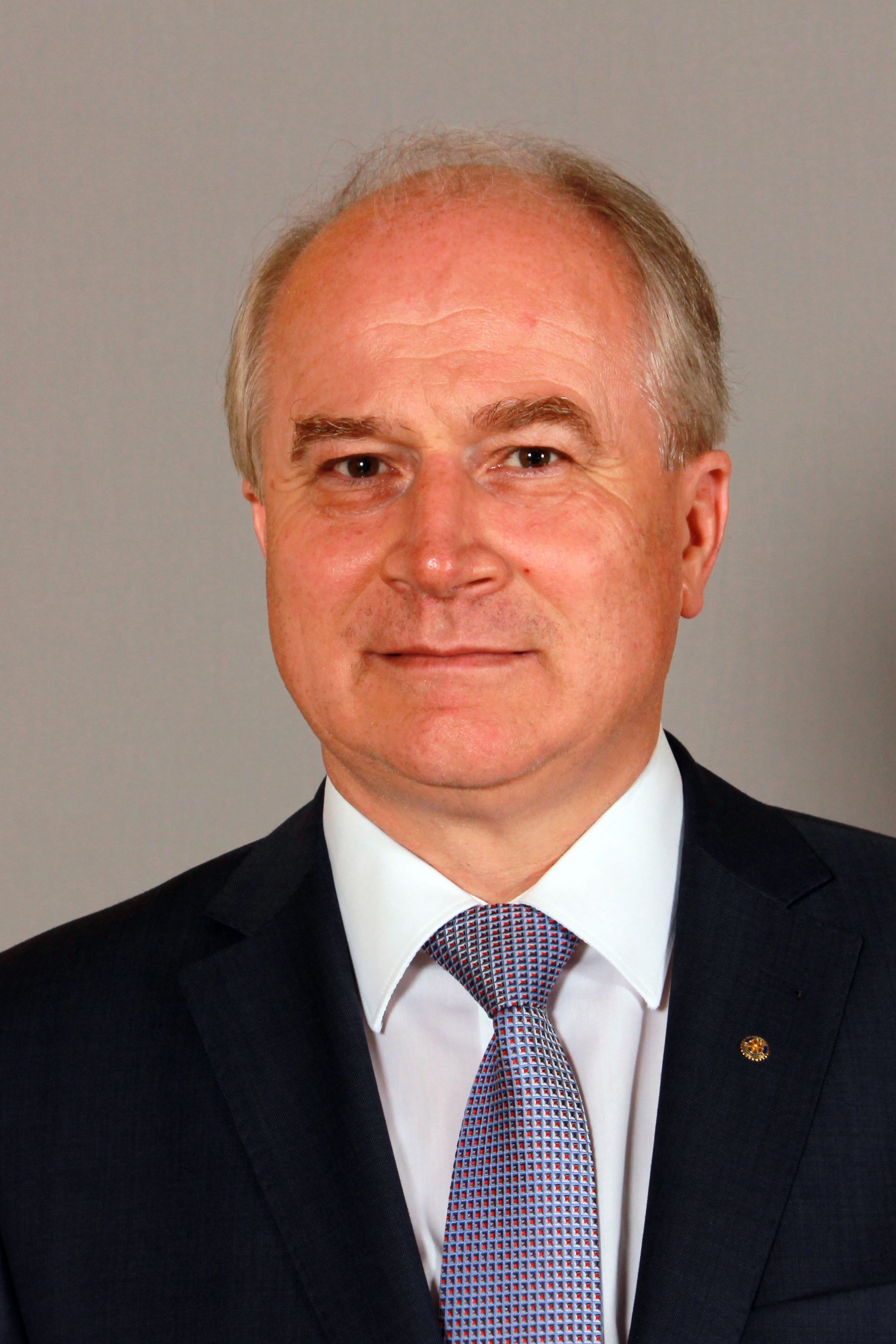
14. Juli: Johann Seitinger
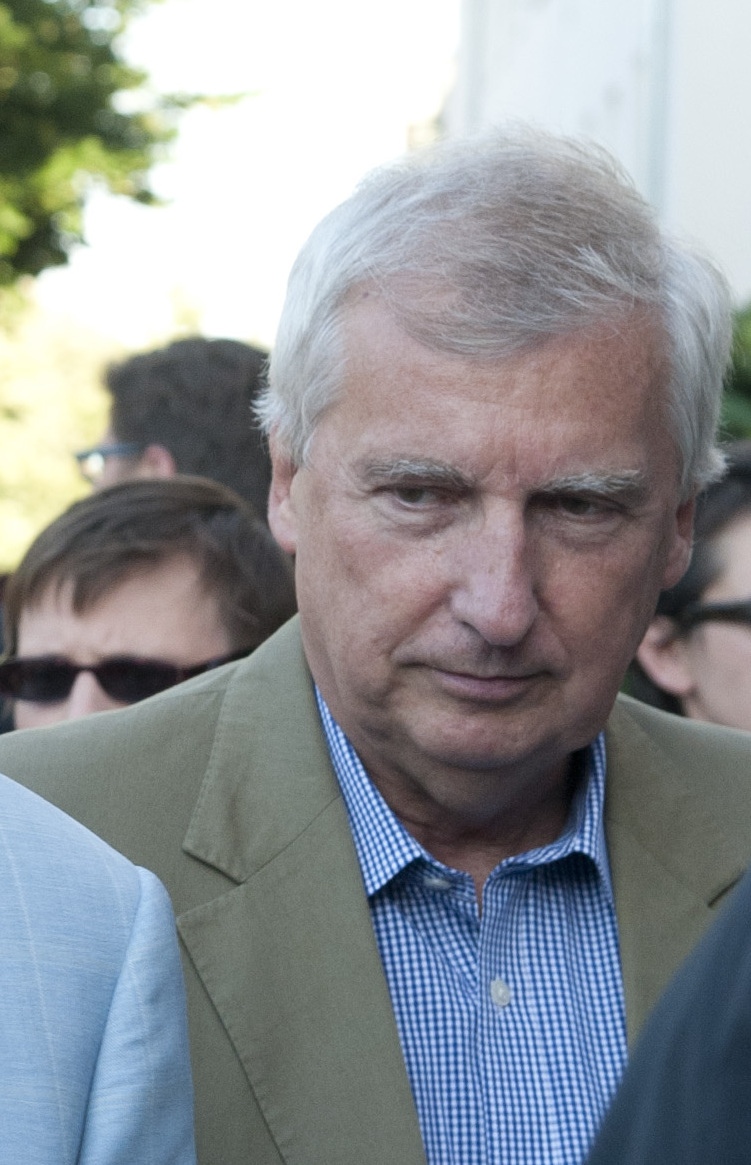
18. Juli: Friedrich Verzetnitsch
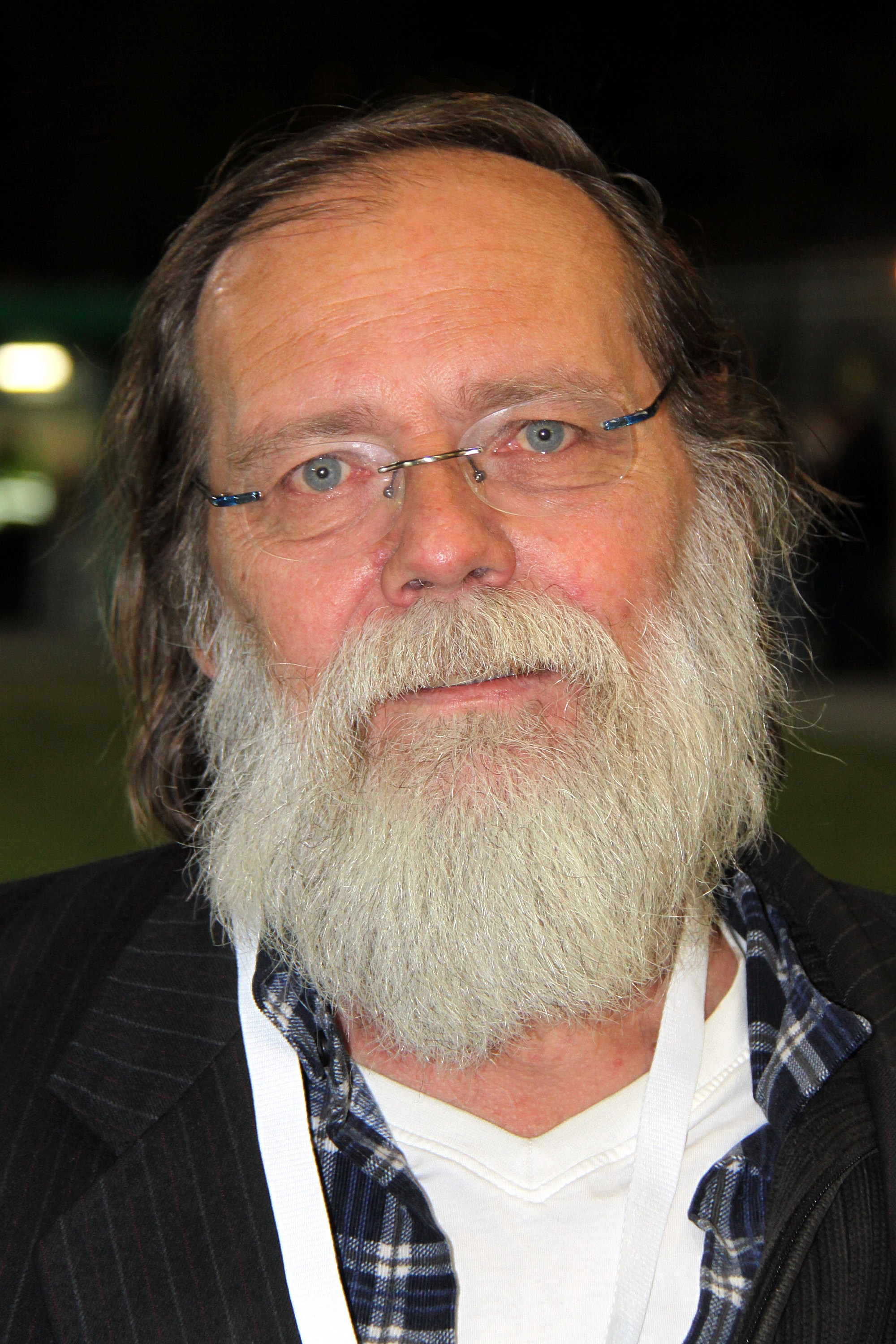
26. Juli: Wolfgang Weisgram
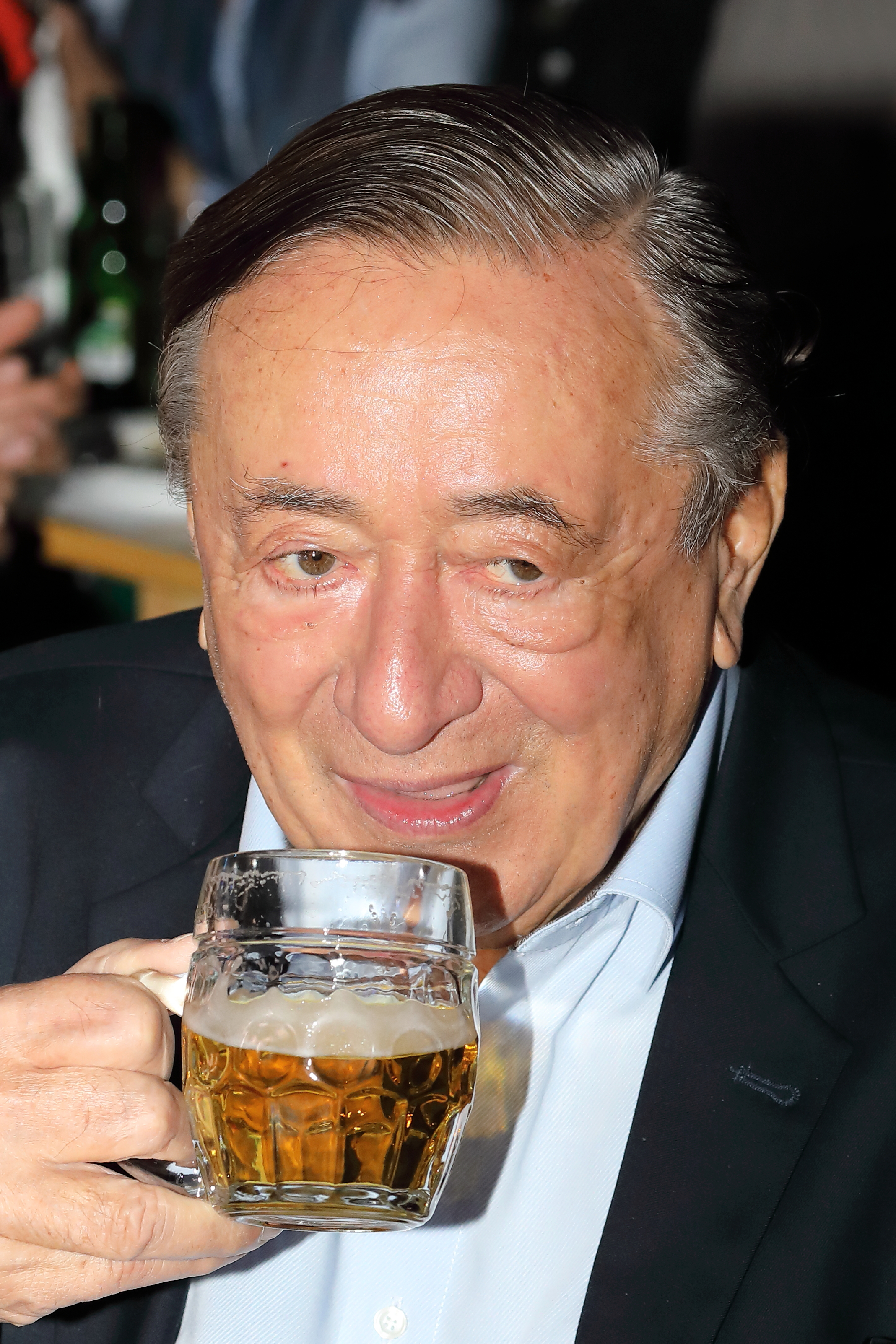
12. August: Richard Lugner
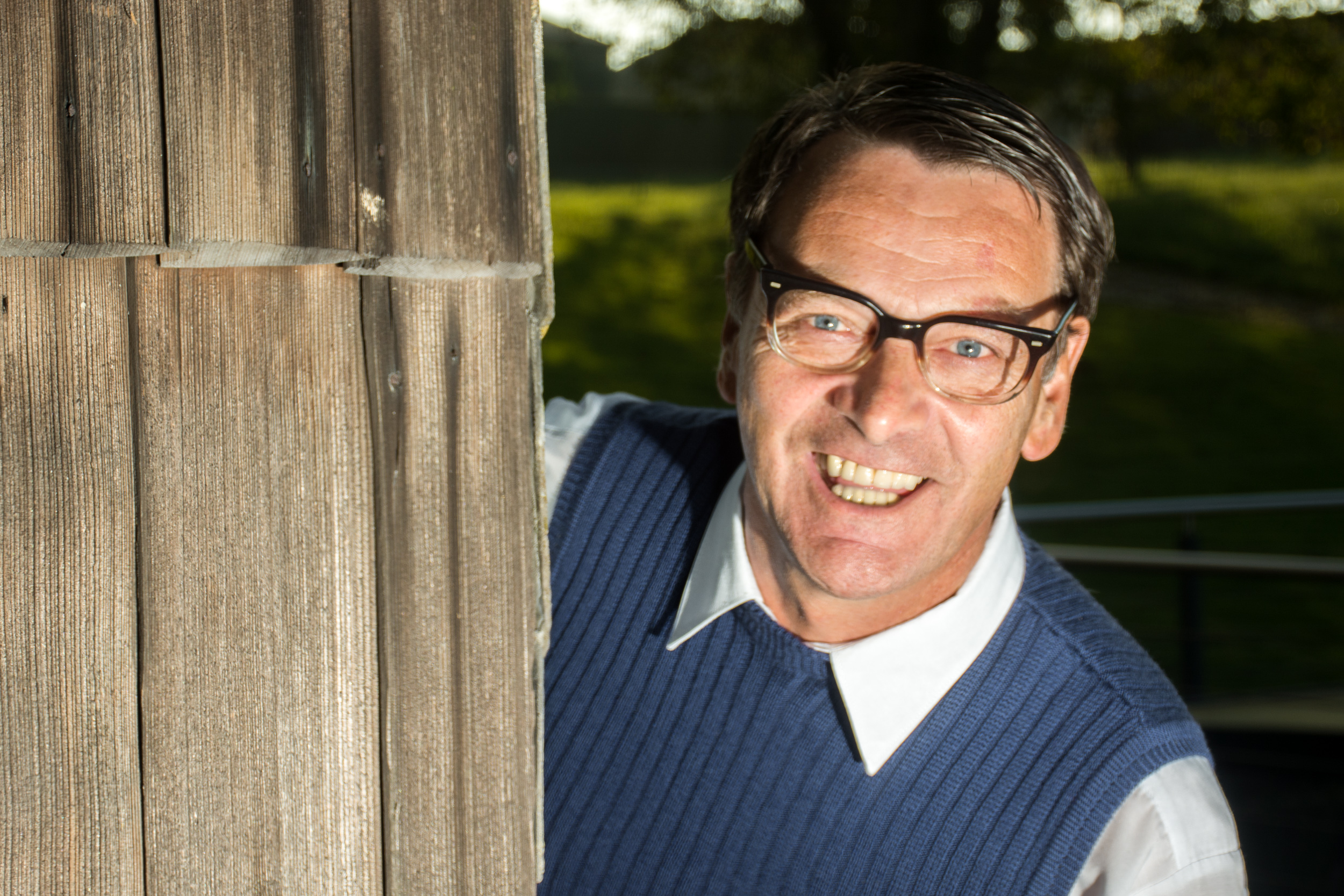
13. August: Peter Gahleitner
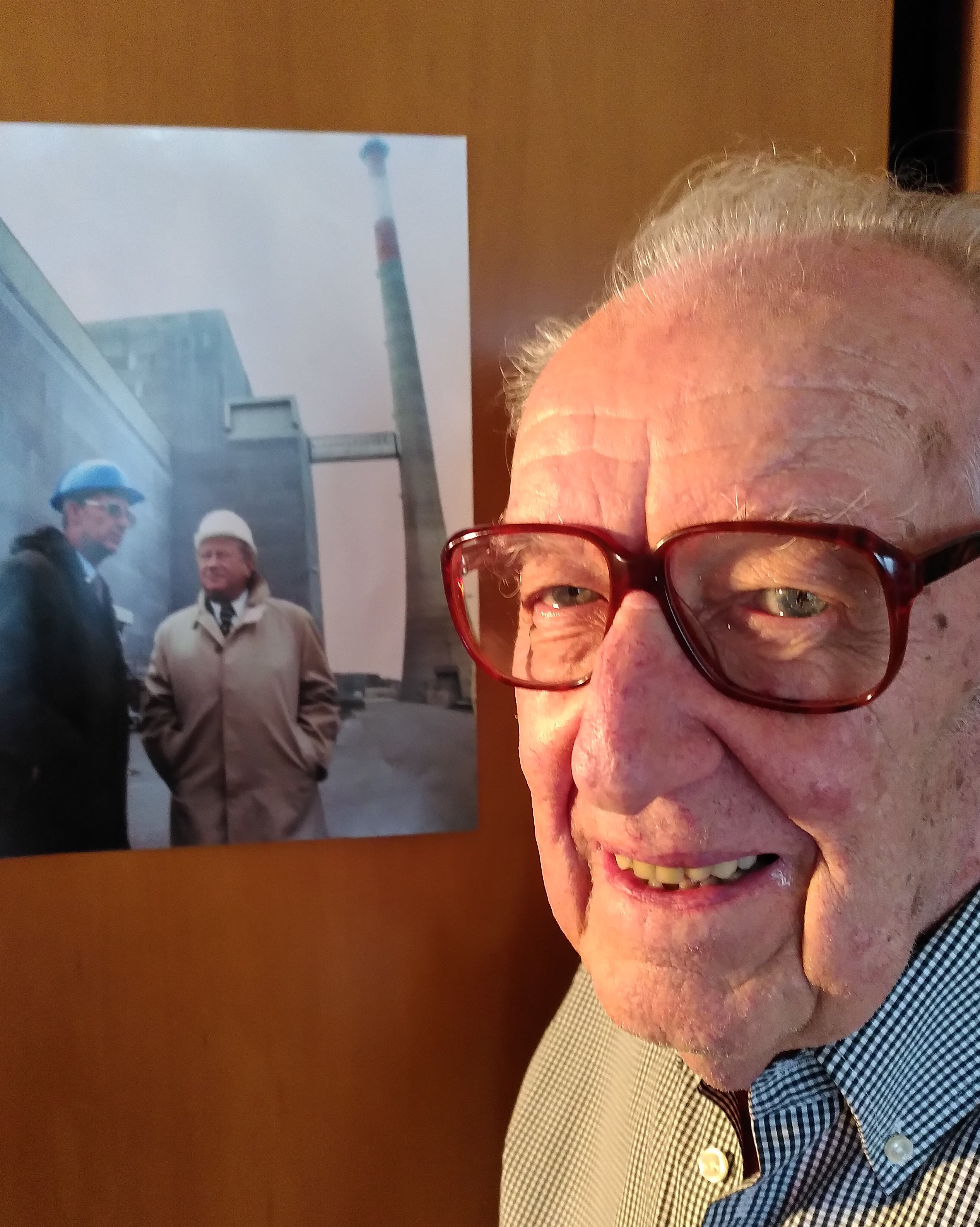
15. August: Alfred A. Nentwich
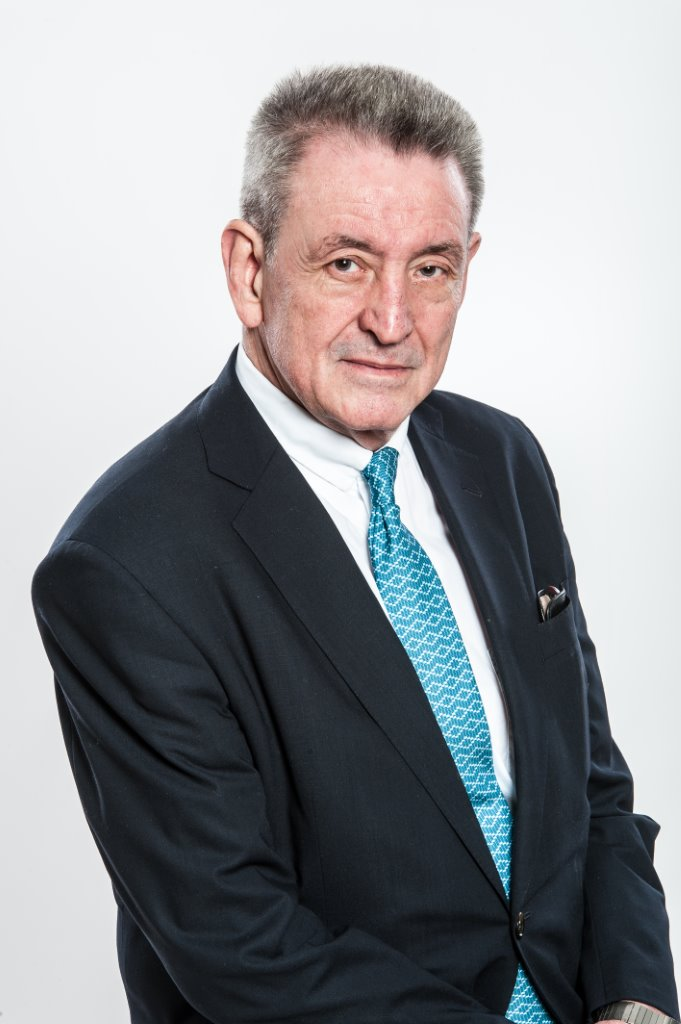
3. Oktober: Helmut Hanusch
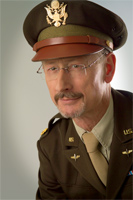
9. Oktober: Tony Jagitsch
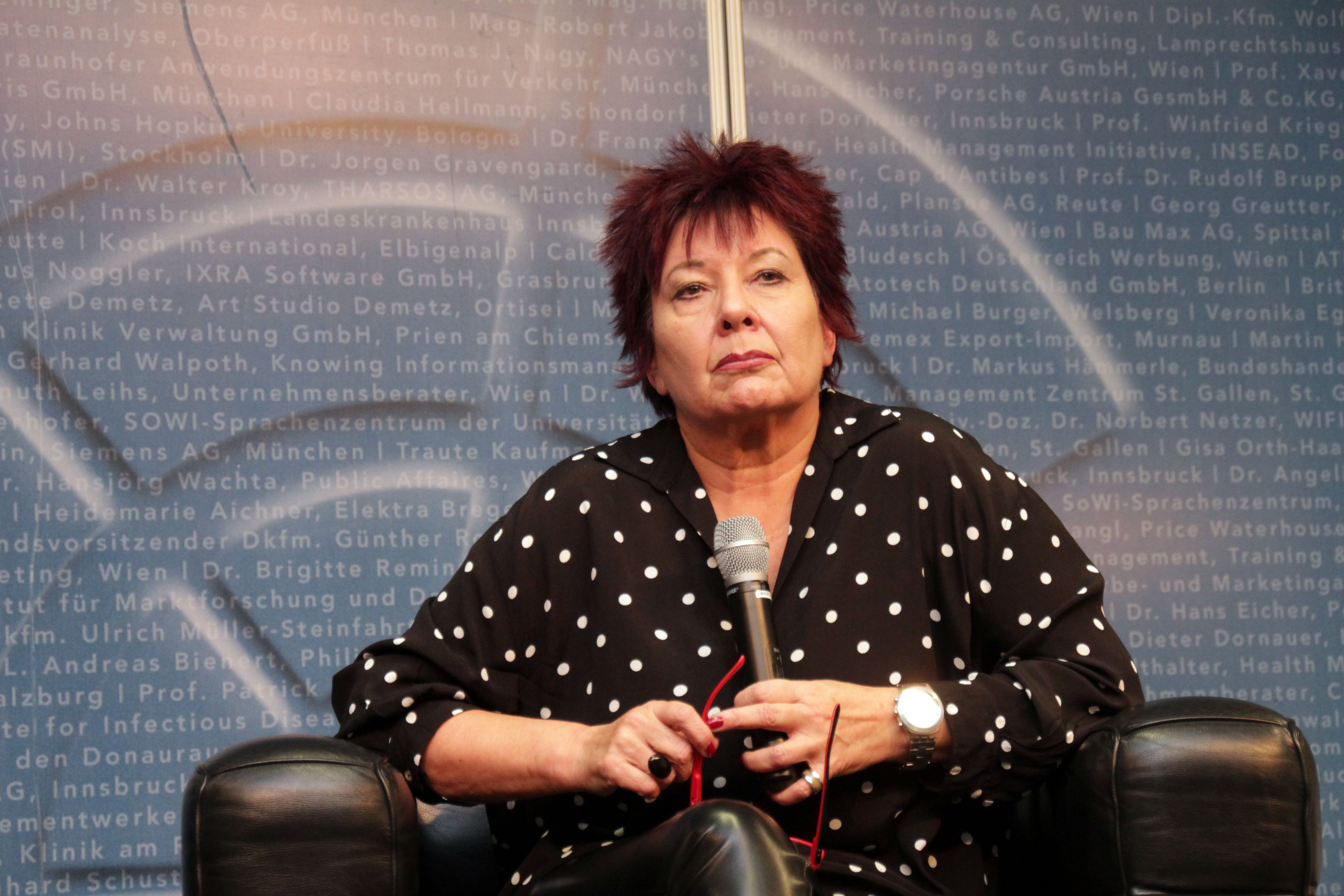
12. Oktober: Helga Konrad
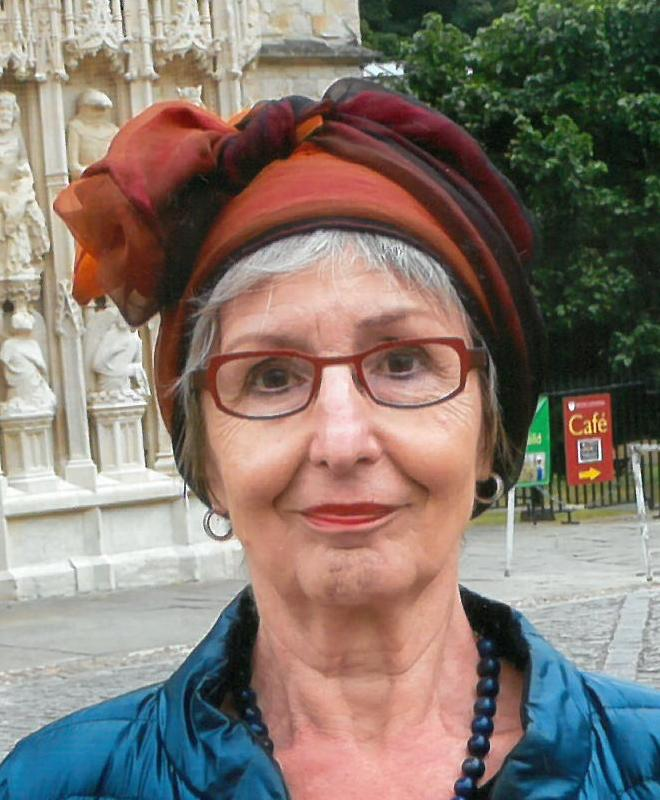
15. Oktober: Evelyn Grill
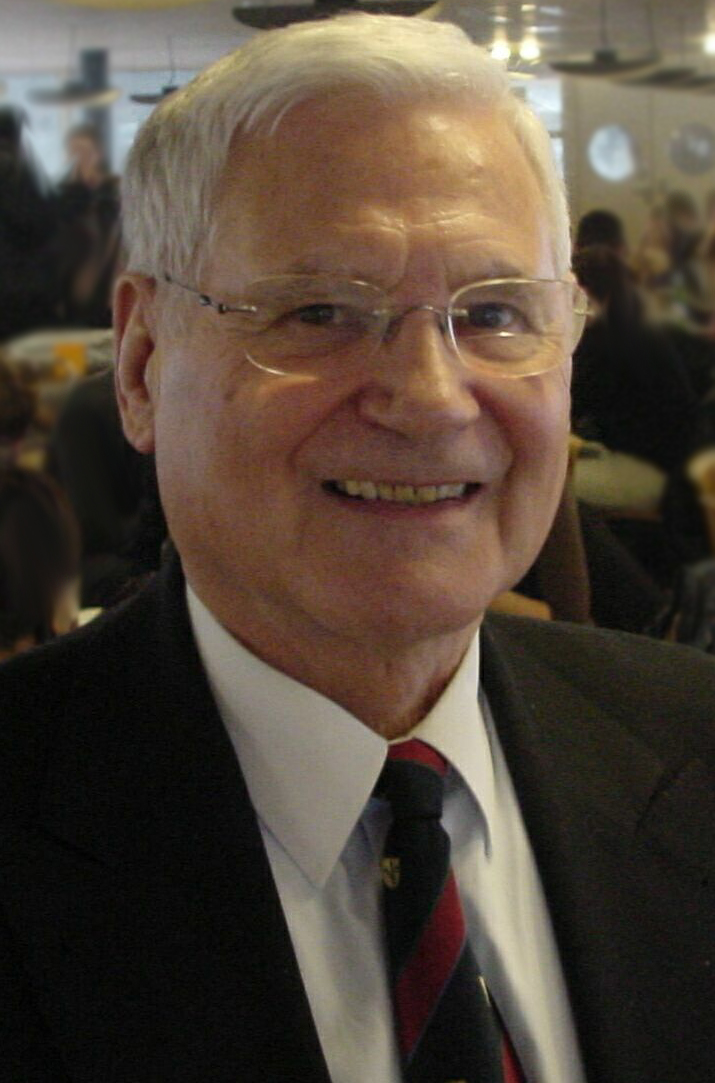
25. Oktober: Günther Winkler
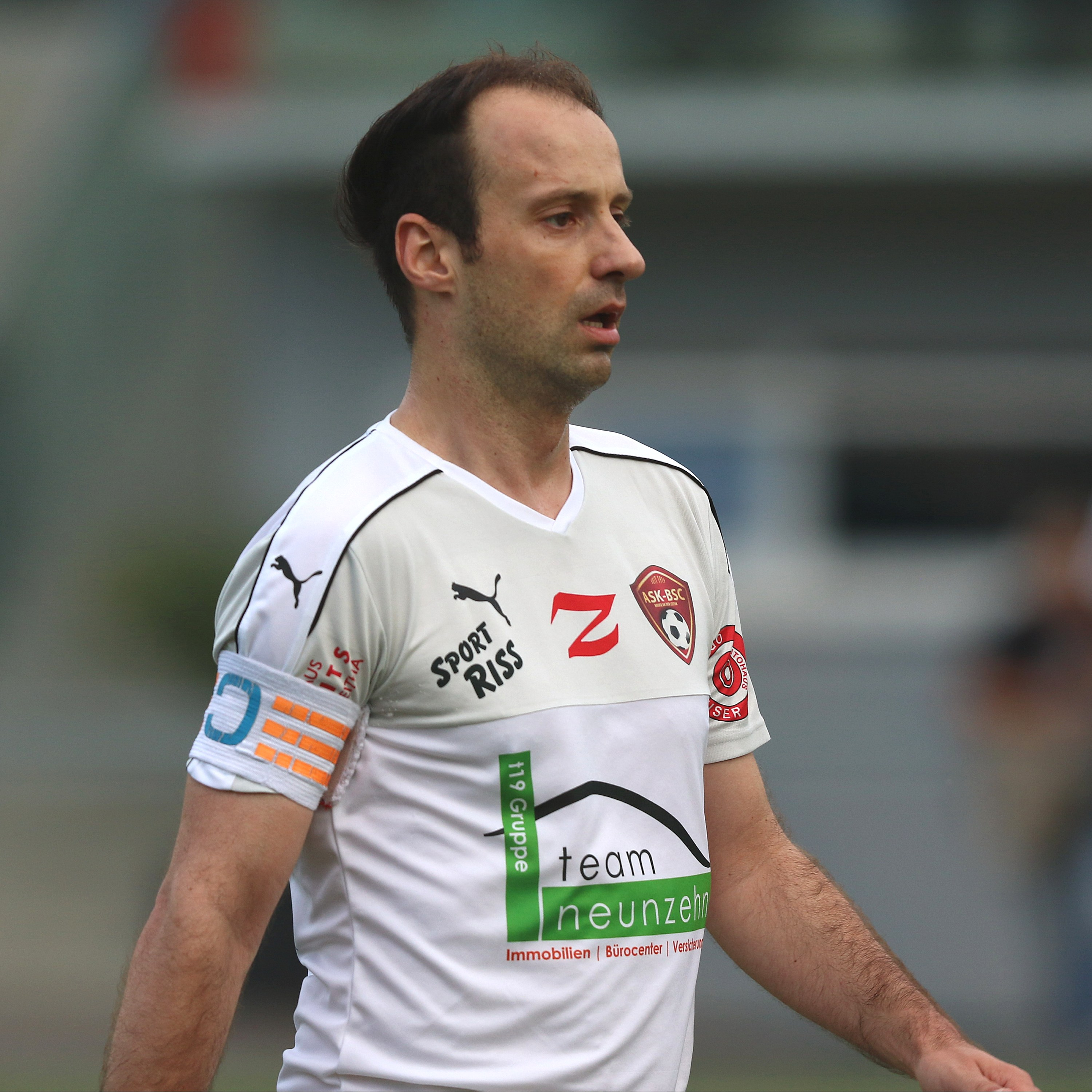
30. Oktober: Vedran Jerković
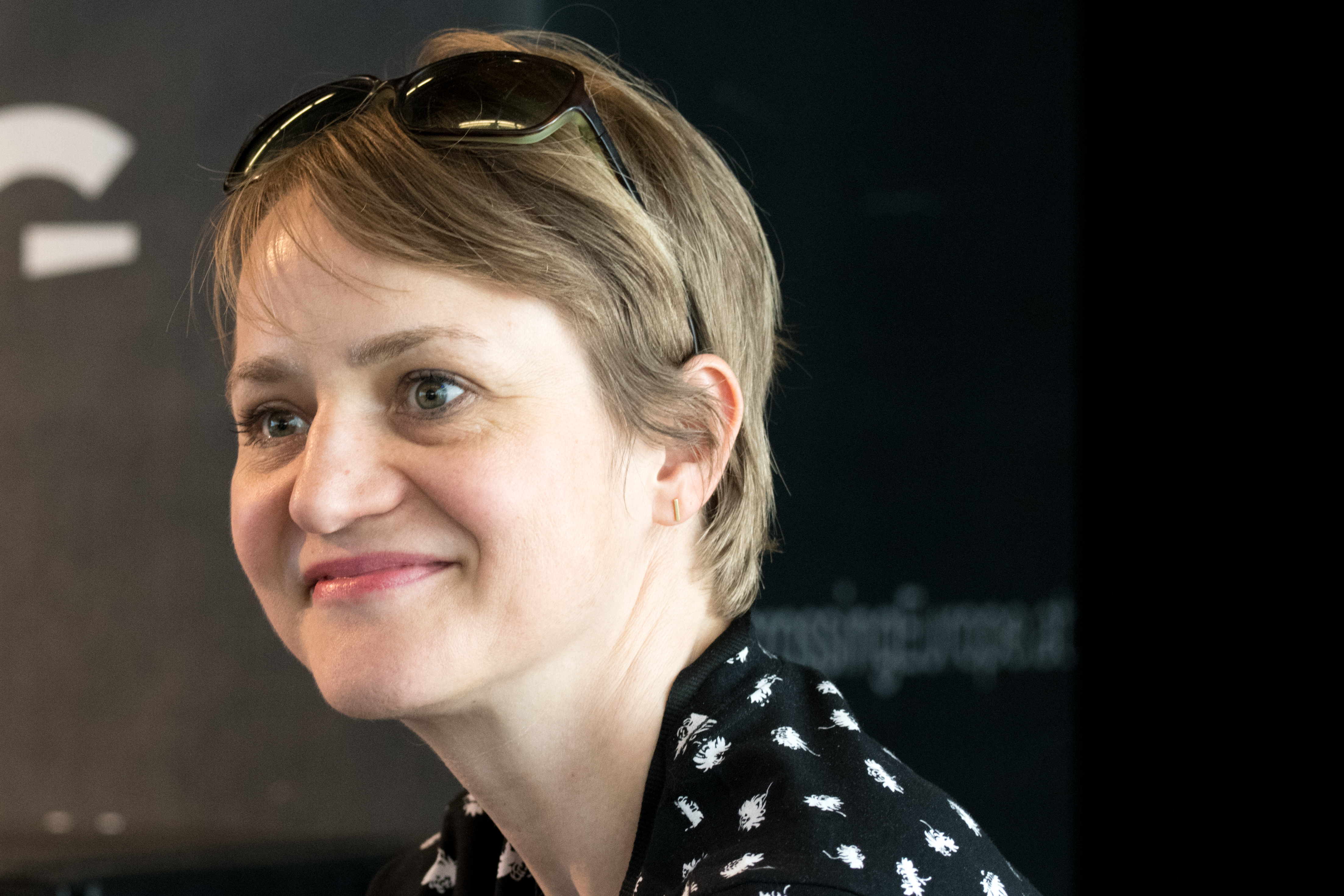
9. November: Katharina Copony
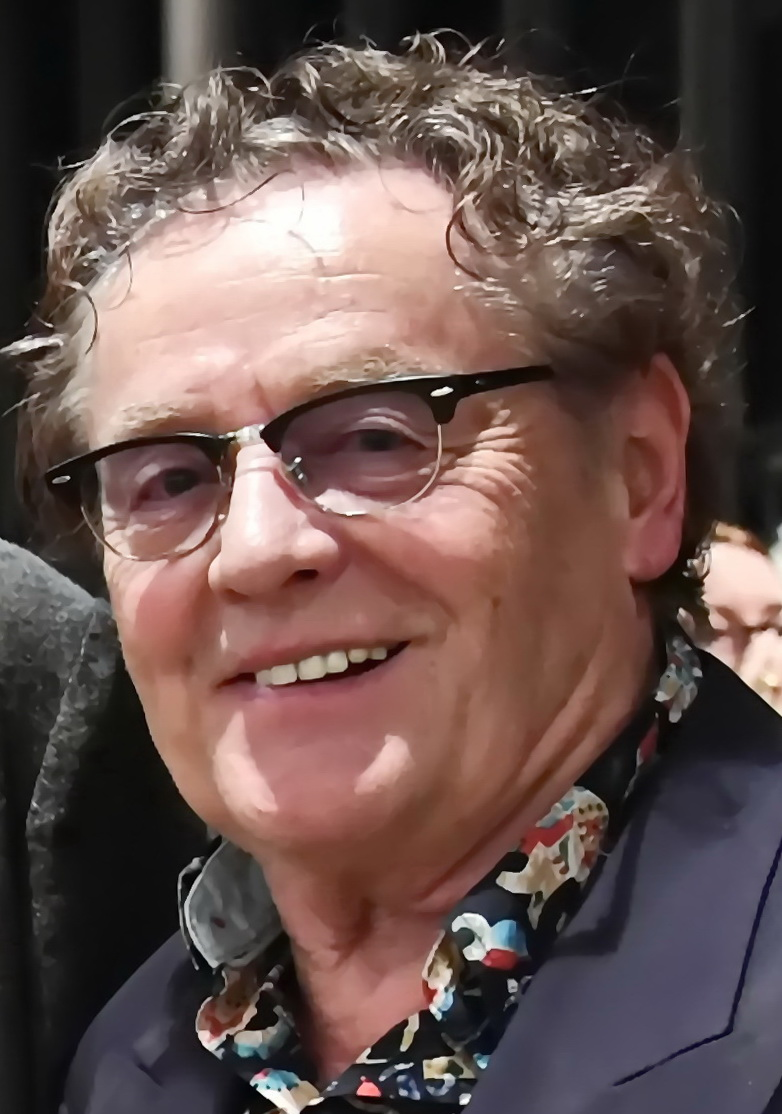
9. November: Roland Astor
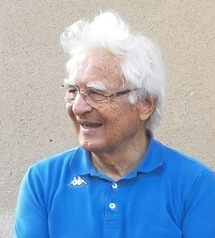
19. November: Dieter Stanfel
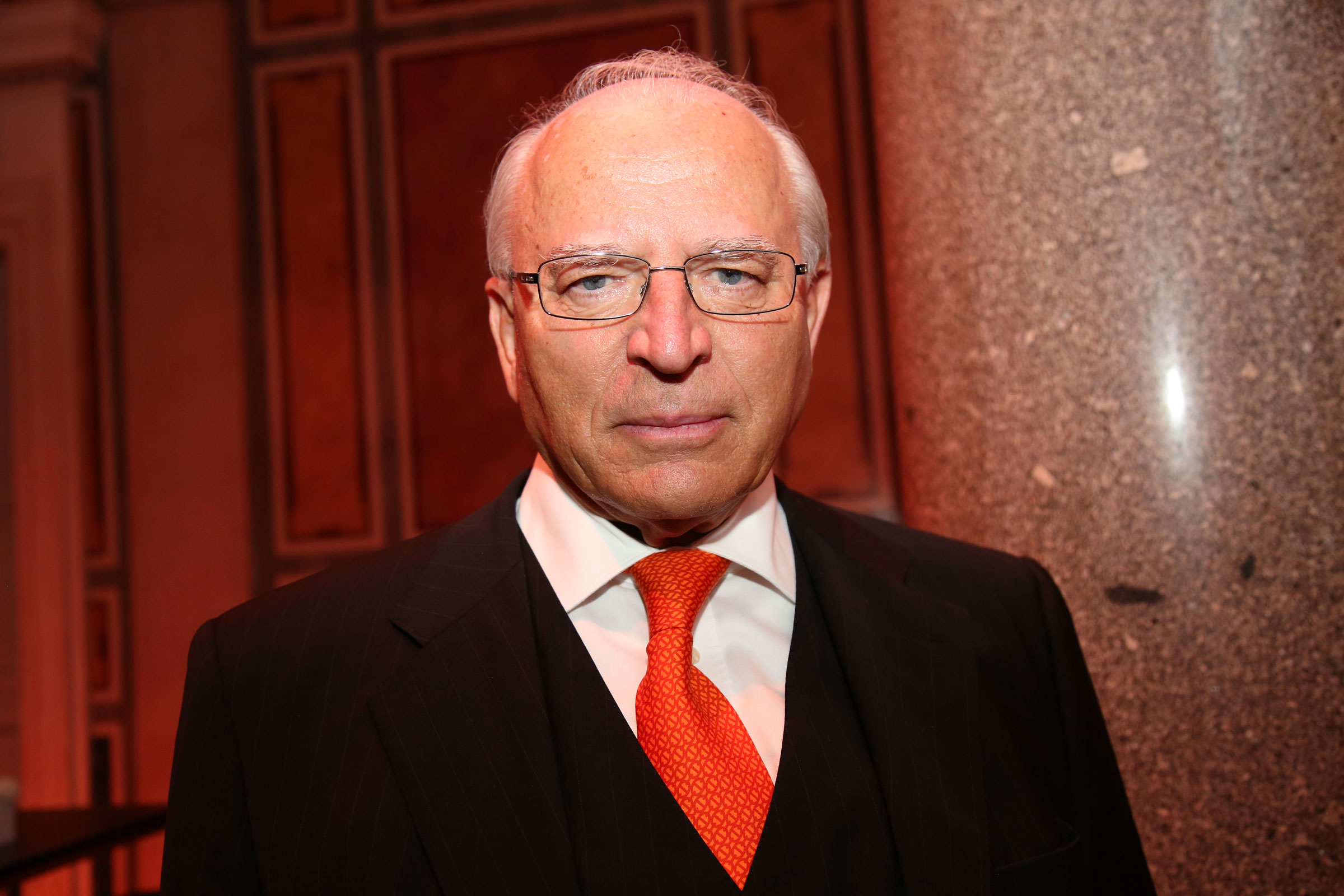
10. Dezember: Claus Raidl
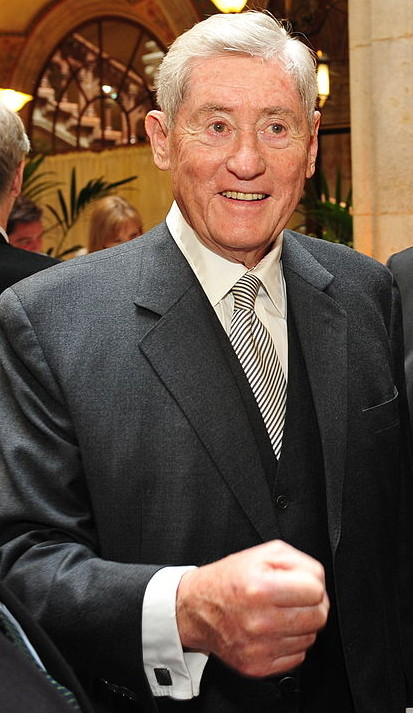
11. Dezember: Hannes Androsch
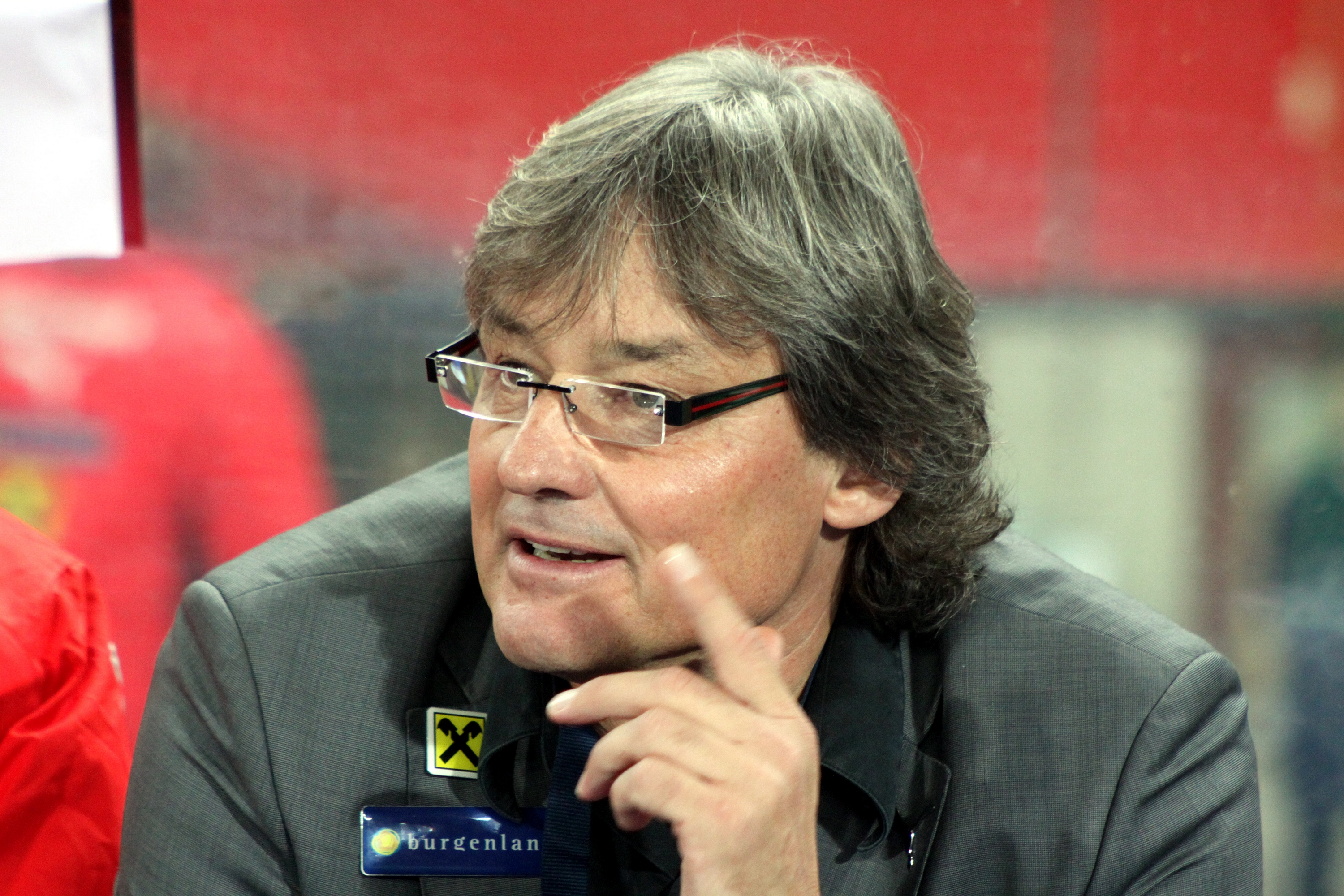
18. Dezember: Didi Constantini

## Gedenktage
- 12. Februar: Vor 90 Jahren begannen die Februarkämpfe 1934[20]
- 23. Februar: Vor 25 Jahren ereignete sich die Lawinenkatastrophe von Galtür[21]